# Північне Відродження

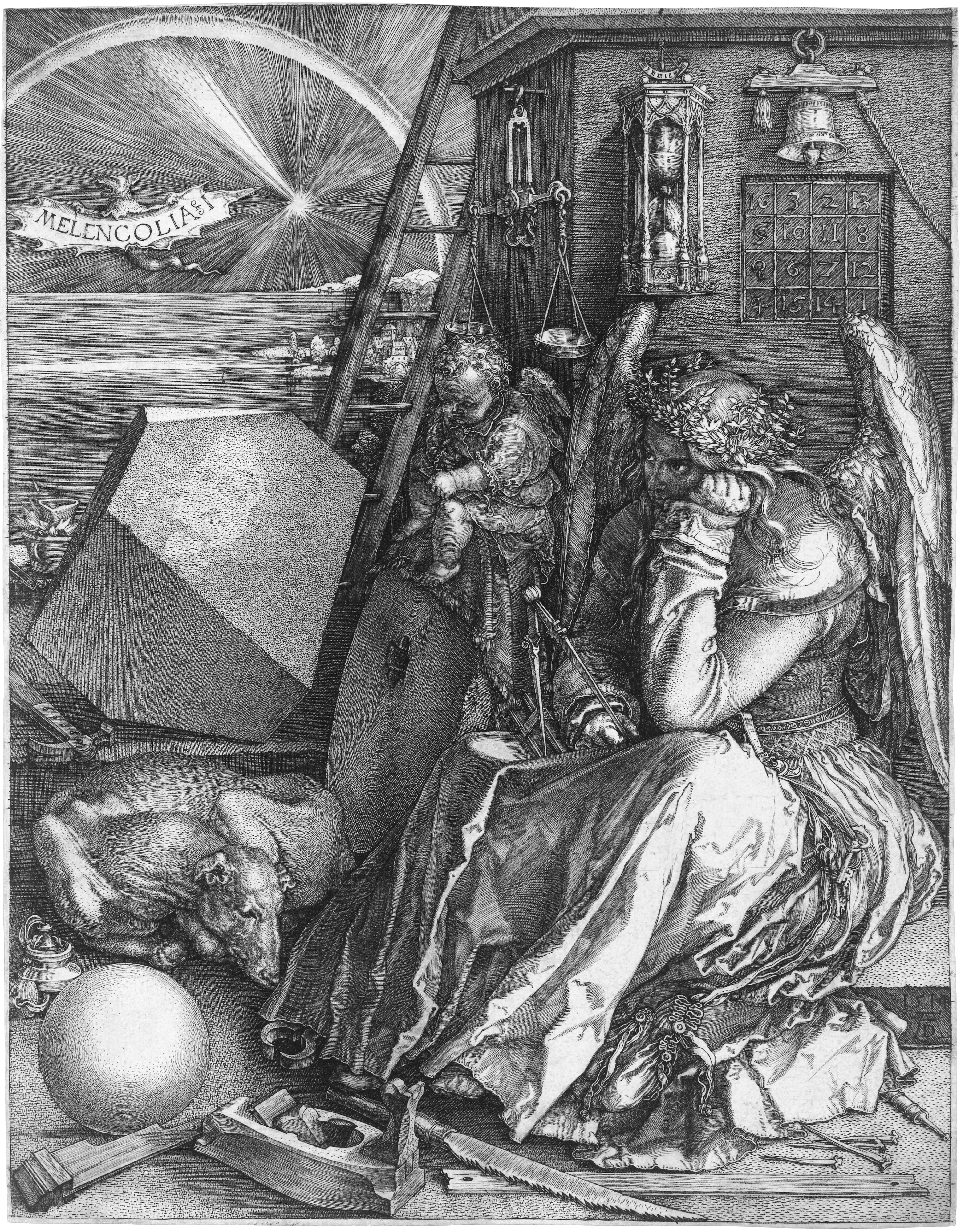
Альбрехт Дюрер, «Меланхолія»,1514 р.

Півні́чне Відро́дження — культурний рух та мистецька епоха у північноєвропейських країнах в останнє десятиріччя XV століття та першу чверть XVI століття. Поступилося місцем культурі маньєризму і бароко. Свою назву течія отримала через спільні з італійським Відродженням тенденції. Північне Відродження набуло найбільшого поширення в таких країнах як Німеччина, Нідерланди, Франція та Англія.

## Відмінності від італійського відродження
- Сильний вплив готичної культури з дедалі більшою тенденцією до світськості.
- Заглиблення у внутрішній світ людини.
- Сильний вплив Реформації.
- Ретельне, реалістичне відображення у творах мистецтва навколишнього світу.

### Особливості «Північного Відродження»
Загальна особливість Північного Відродження  — гуманістична творчість розгортається у вченому, ідеологічному аспекті. Це філософські суперечки, теологічні диспути, боротьба гуманістів із середньовічною схоластикою. Культура в цей період має яскраво виражений релігійний характер. Це Реформація, Мартін Лютер. Але це тільки частина епохи — в ту пору Німеччина була роздроблена, йшла Перша селянська війна під проводом Томаса Мюнцера. Рух селянської війни — проти Папи й феодалів. Мартін Лютер незабаром відходить від Томаса Мюнцера, той гине.
Існувало 4 напрямки теоретичних пошуків.
- Перший пов'язаний з діяльністю вчених-гуманістів. Вони критикували римську католицьку церкву. Це Генріх Бебель, Йоганн Рейхлін, Еразм Роттердамський.
- Другий напрямок пов'язаний з діяльністю письменників, з рухом реформації — Мартін Лютер, Ульріх фон Гуттен.
- Третій — бюргерська література (міська): Себастіан Брант («Корабель дурнів») і майстерзінгери — Ганс Сакс (швець), лірик, відомий поет.
- Четвертий пов'язаний з безіменною (анонімною) народною творчістю — німецькі народні книги «Про Тіля Ойленшпігеля», «Про рогового Зигфріда», «Про доктора Фауста», «Книги про Шільдбюргерів». Ці твори виражають сатиричну складову німецького Відродження. Це література про дурнів — популярний тоді жанр.

Гуманісти виступають єдиним фронтом у так званій «Справі Рейхліна». Йоганн Рейхлін — один із найкращих учених епохи, класичний філолог, перекладач, творець першої давньоєврейської граматики, фахівець у гебраїстиці (давньоєврейській мові), хотів розібратися в перекладі Біблії. Мав критичне ставлення до заповітів, знайшов багато помилок. Для розправи потрібен був привід. 1507 рік — Пфефекорт, хрещений учений єврей, пише книгу «Єврейське дзеркало», в якій закликав імператора Максиміліана спалити всі давньоєврейські книги. Той зібрав комісію із чотирьох учених. Троє вирішили спалити, а Йоганн відмовився. Тоді Пфефекорт пише «Ручне дзеркало» — натяк на хабар. Той відповідає памфлетом «Очне яблуко». 1513 — запрошення в суд у місті Майнці. Багато відомих людей писали в підтримку Рейхліна — 1514 р., «Листи знаменитих людей». Йоганна несли в суд на руках. Усі чекали відповіді Рейхліну. Отут з'являються «Листи темних людей» — пародія, псевдовідповідь. Їх написано теж гуманістом. Усі вирішили, що це і є очікувана відповідь. 1515 рік — виходить 1 частина, 1517 р. — 2-га. Автор невідомий. Один з авторів першої частини — Кріт Рубіан, 2-ї — Ульріх фон Гуттен. Листи представили обскурантів ідіотами.

## Песимістичний прогноз Еразма Роттердамського
Найвизначніший твір Еразма Роттердамського — «Похвала глупоті ». Еразм використав велику кількість німецьких прислів'їв і приказок. Література про дурнів пов'язана з культурою середньовічного карнавалу. Еразм Роттердамський доводить, що увесь світ стоїть на дурості. Він нагадує нам, що ковпак блазня потрібен нам для показу істини. Світ — театр, комедія людського життя. Батько — Плутос, мати німфа. Глупість незвичайно утворена, у служінні їй поєднується увесь світ. Образ середньовічного мудреця — відразливий. У другій частині все різко міняється, висновок дуже похмурий. Дурість ототожнює себе з духом всієї церкви Христа. Щастя — в божевіллі. Афоризми «Народ засновує міста, а дурість монарха їх руйнує», «Де панує лютеранство, там гинуть науки».
Страшна реальність XVI ст., релігійний розкол Європи на католицизм і протестантизм, непримиренна боротьба релігійних течій не давали підстав Еразму Роттердамському для позитивних, життєствердних висновків і прогнозів.
Науки в Європі — всупереч прогнозам Еразма — не загинули навіть в протестантських країнах. Еразм Роттердамський виношував ідею про створення єдиної Європи — республіки розуму. Дуже рано побачив у вождях реформації той же фанатизм, що й у католиків. Але ідея єдиної Європи — не зникла. В 17 столітті її в обмежених умовах відродили західноєвропейські науковці різних країн у формі «республіки науковців», «республіки філософів». Почалося активне листування між Галілео Галілеєм, Антоні ван Левенгуком, з науковцями Англії. Пішов інтенсивний обмін науковими ідеями — а частка науковців запроваджує нові дослідження, що не мали поширення у власних країнах (запровадження математичних досліджень у Німеччині науковцем Готфрідом Вільгельмом Лейбніцом, використання недосконалого мікроскопа Левенгуком в Голландії тощо).
На новому етапі ідея єдиної Європи відроджена і підтримана наприкінці XX ст. і практично реалізована у створенні ЄС.

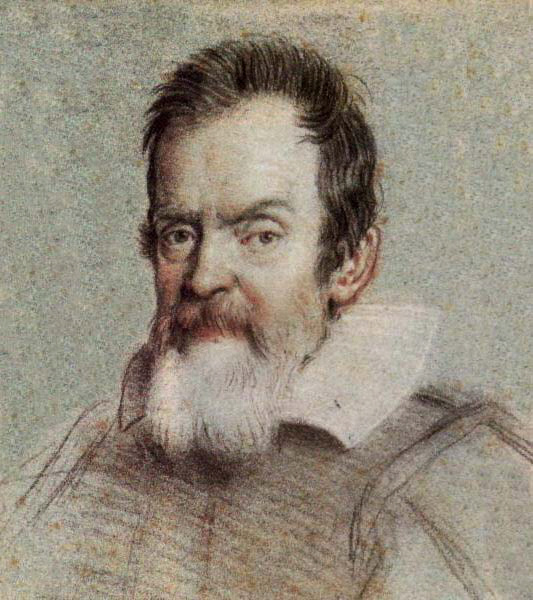
Худ. Оттавіо Леоні, Галілео Галілей, італійський науковець
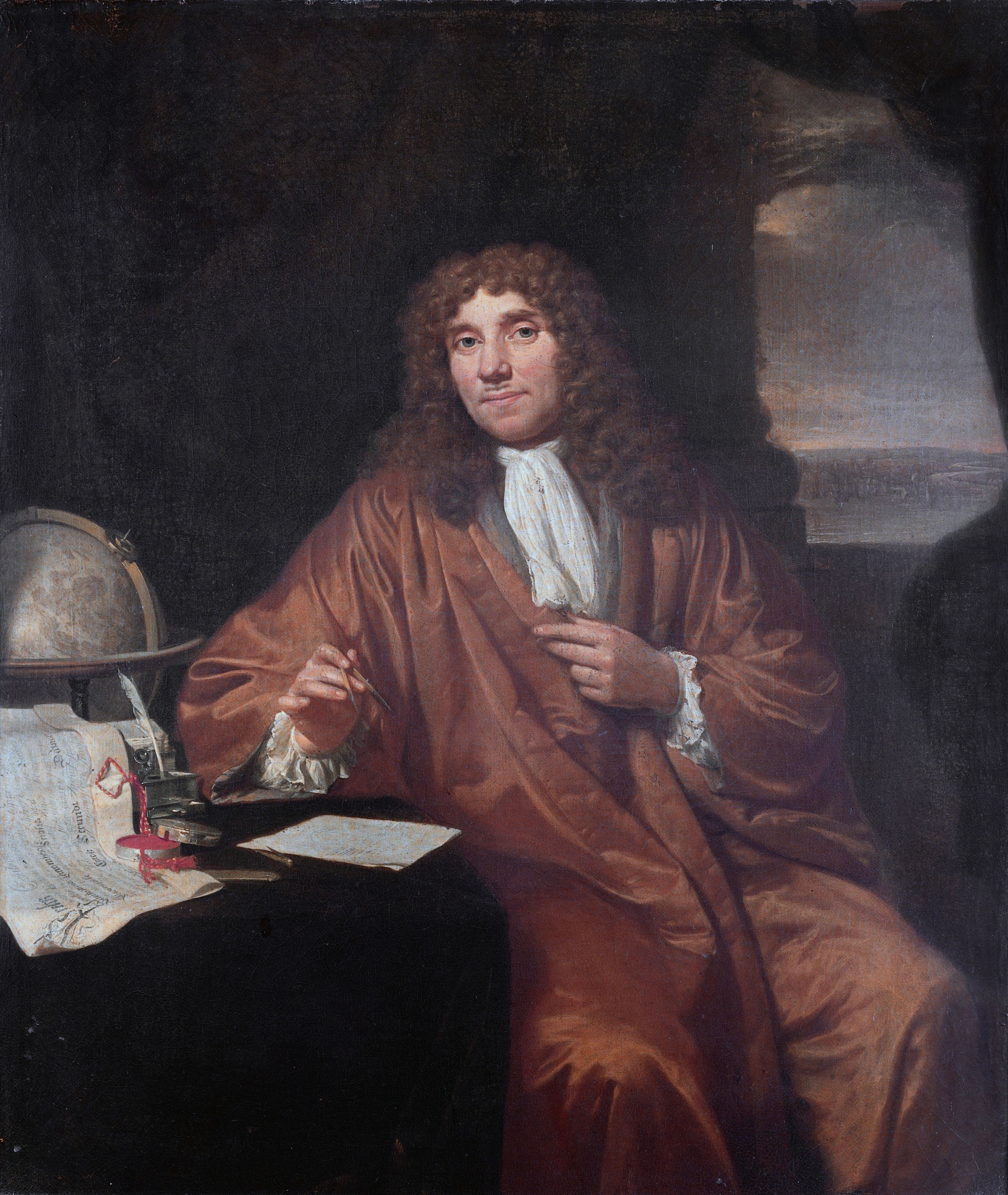
Худ. Ян Веркольє Старший, Антоні ван Левенгук, Лейден, нац. музей натуральної історії, науковець з Голландії.
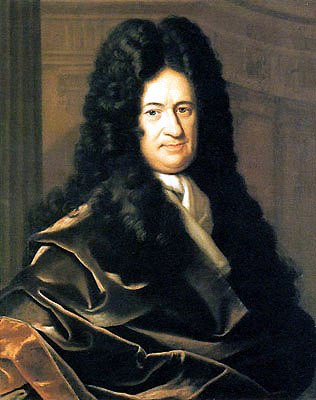
Худ. Бернгард Крістоф Френк. Портрет Лейбніца, німецький науковець

## Відродження в Нідерландах

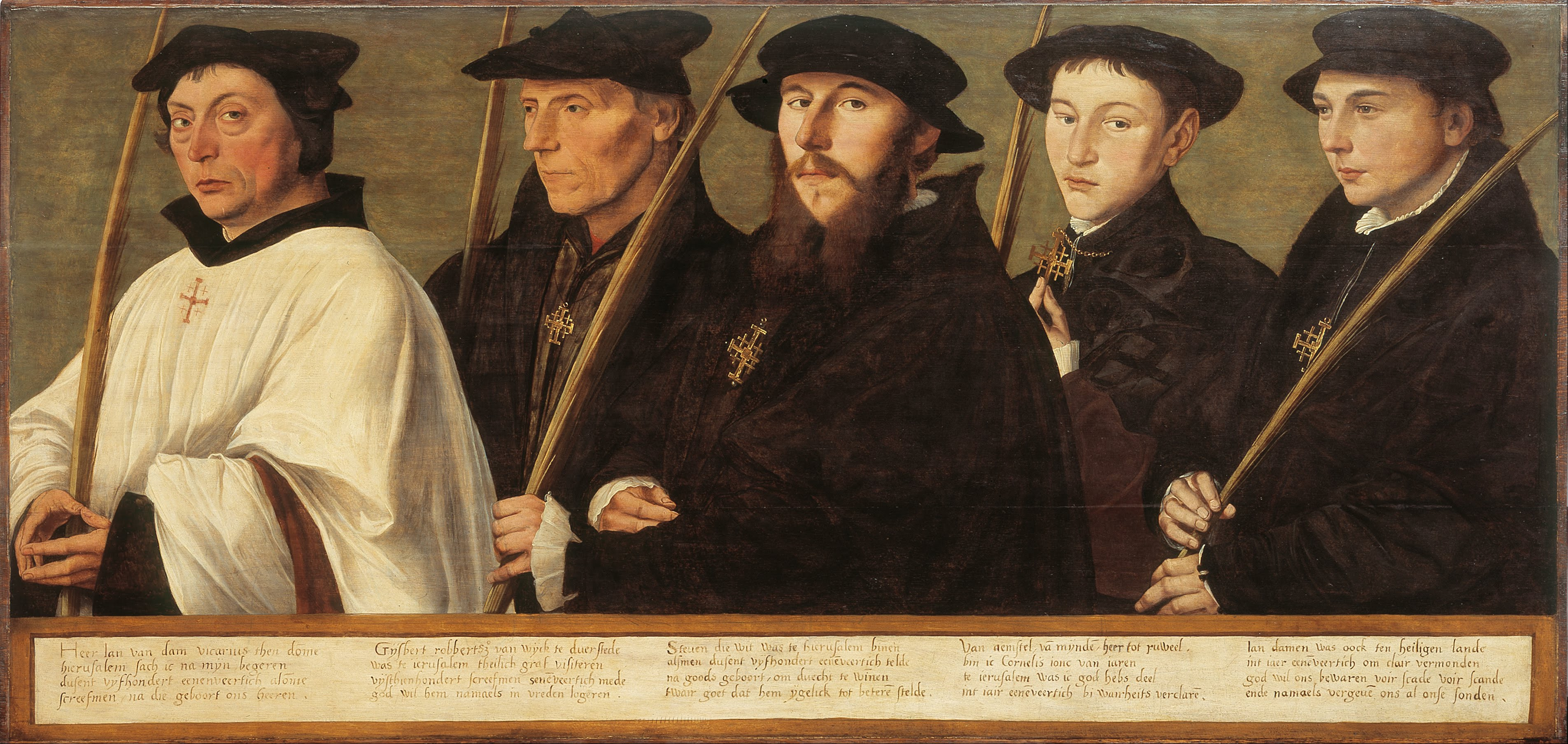
Ян ван Скорел. «П'ять членів утрехтського Братства пілігрімів до Єрусалима»,бл. 1541 р., Центральний музей Утрехта.

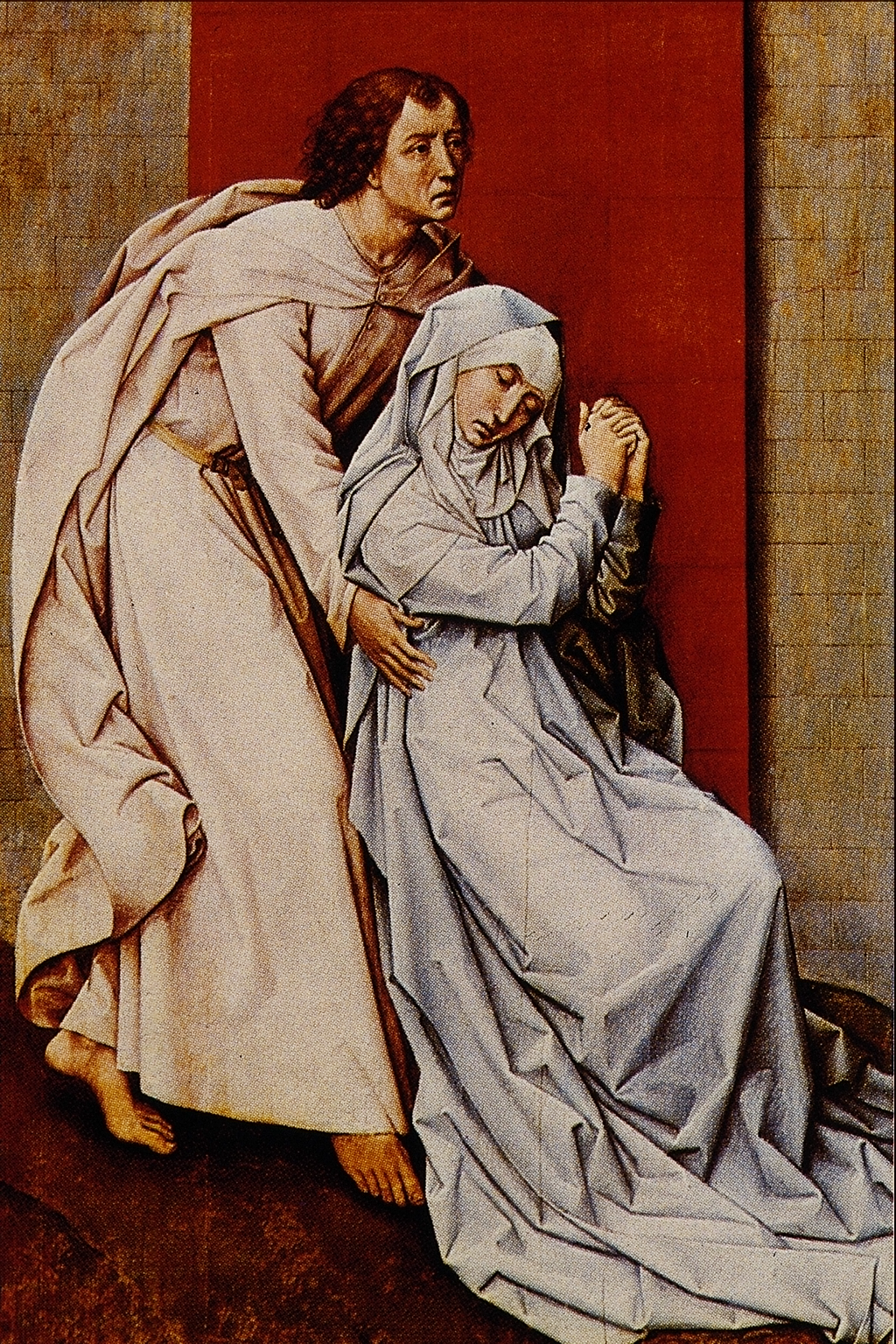
Рогір ван дер Вейден, Св. Іван та Богородиця перед розп'яттям, ліва частина релігійного образу-диптиха з Розп'яттям, Музей мистецтв Філадельфії, США.

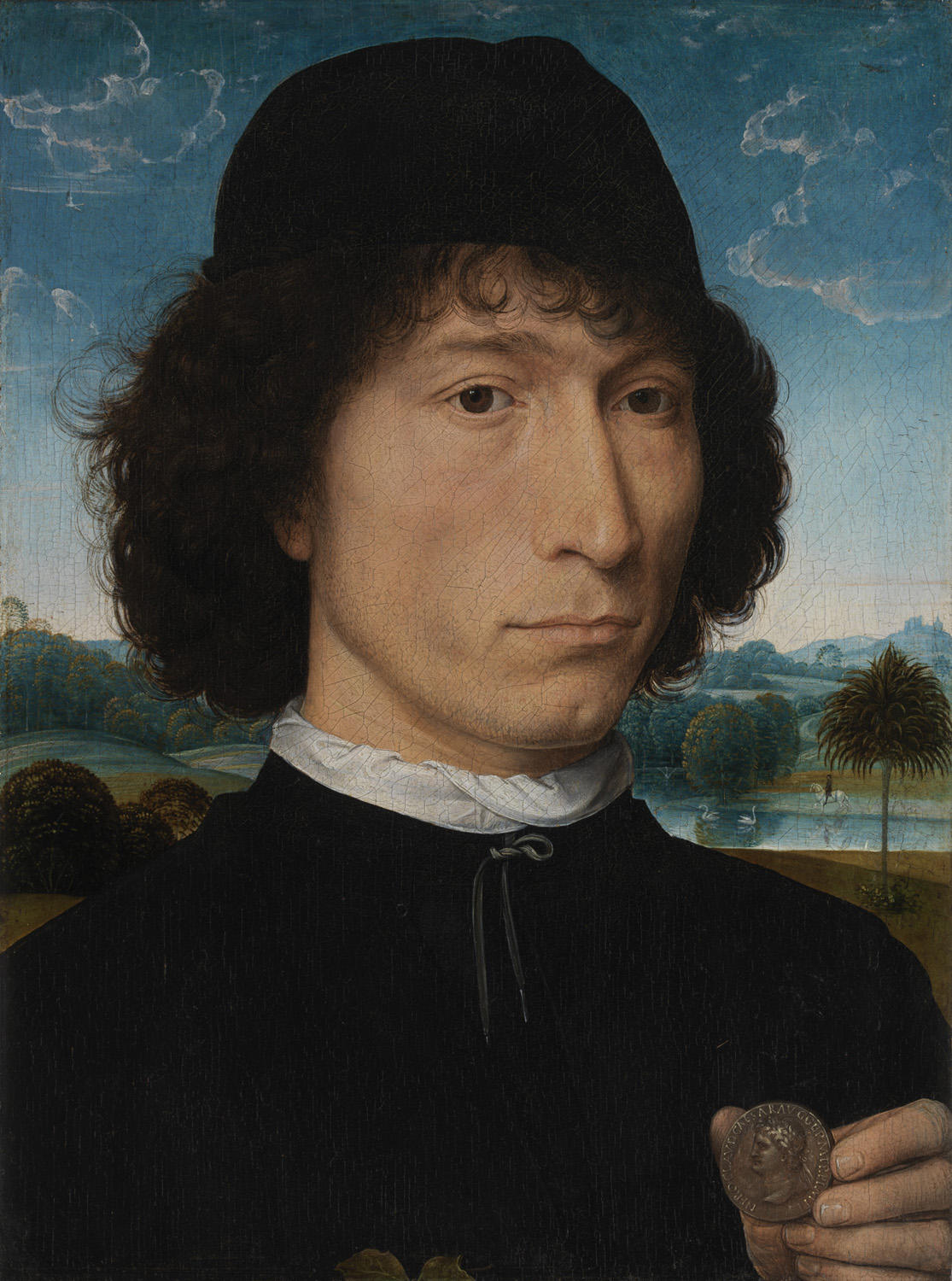
Ганс Мемлінг. Невідомий з давньоримською монетою в руці. 1480 р. Антверпен.

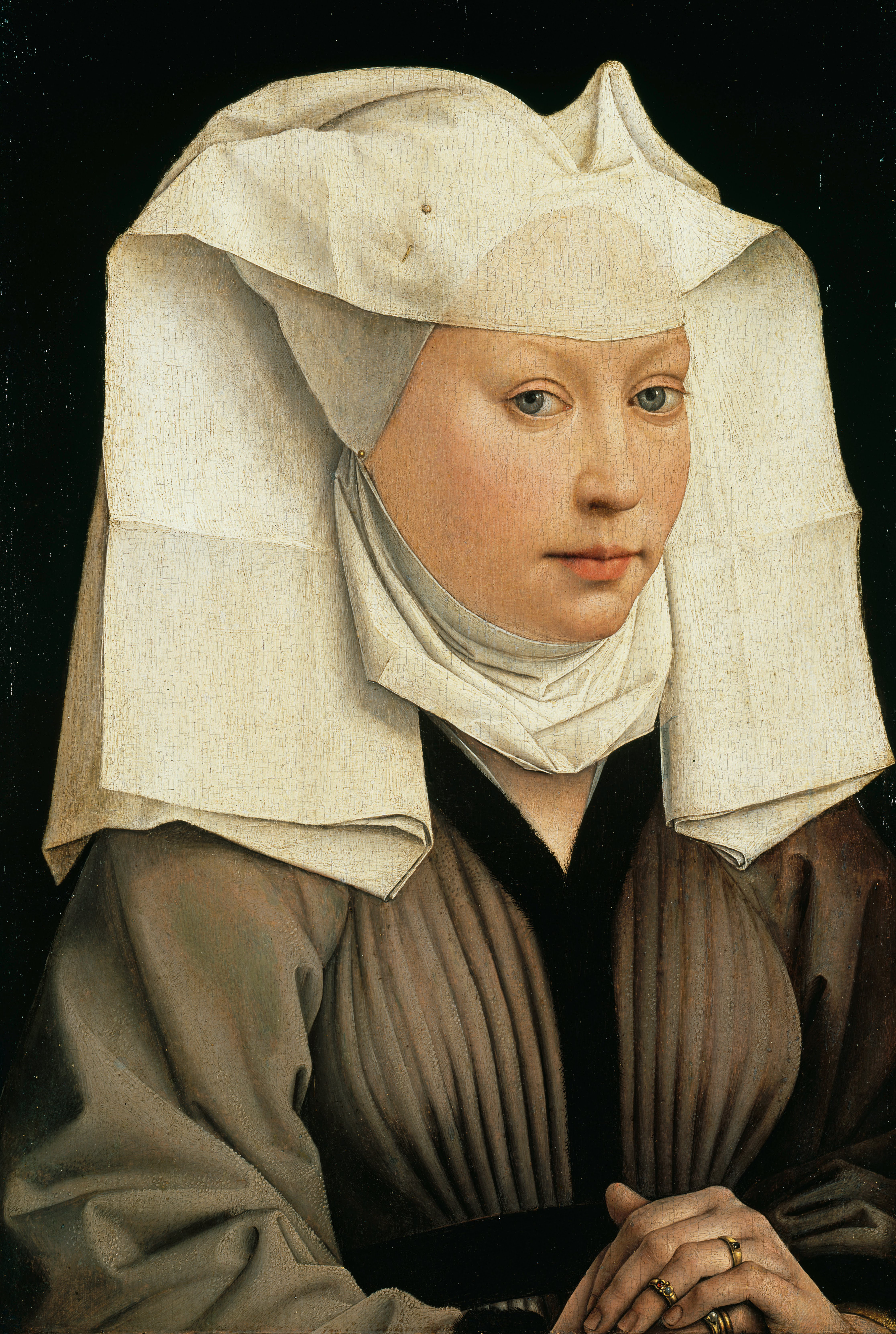
Рогір ван дер Вейден, жіночий портрет, 1440 р., Берлін.

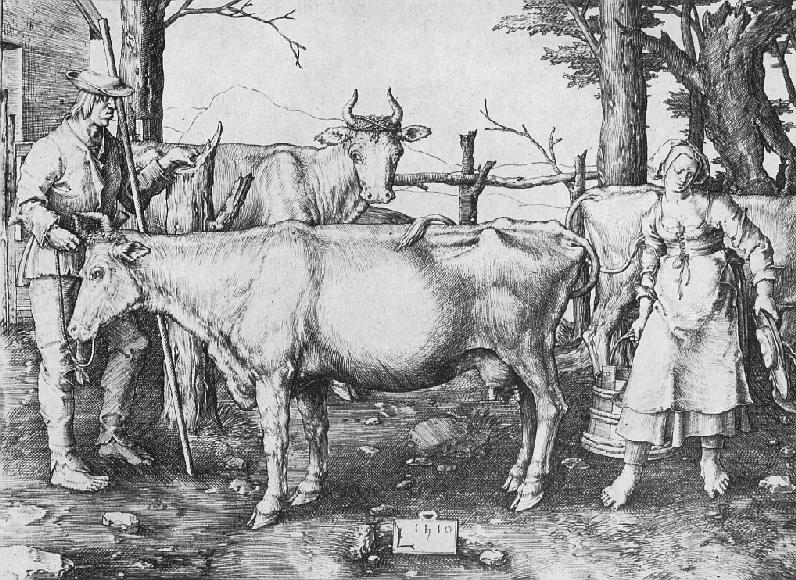
Лука Лейденський, «Після доїння», 1510 р. гравюра.

Могутньою країною Північного Відродження були Нідерланди (до свого розпаду на Фландрію, або Південні Нідерланди і Голландію, що пізніше перебрала на себе історичну назву Нідерланди. Південні Нідерланди на початку XIX ст. стануть Бельгією.)
Нідерланди XV—XVI ст. були серед найбагатших і розвинених країн континенту. Суперництво між містами Нідерландів і Італії виявилося не на користь італійських князівств, бо промисловість Нідерландів, банківські операції, ініціатива її ділових кіл перевищили активність італійців, яких нідерландські ділки поступово витіснили з тодішнього світового ринку. Італії залишили почесне звання — батьківщини мистецтв.
Але процес розвитку власних форм відродження на землях Нідерландів проходив у більш повільних темпах, ніж в Італії. Відсутність значної кількості античних споруд і інших залишків античної культури спонукала митців Нідерландів активно використовувати не античні, а середньовічні, готичні форми, компромісно поєднуючи їх з ренесансними формами, запозиченими з Італії. Але до 1450 р., що став порубіжним, ренесансні форми Італії не мали поширення в тогочасній Європі. Знадобилося ще 50 років для знайомства з досягненнями італійської культури і запозичення її форм митцями інших держав.
У Нідерландах, де була розвинена власна національна культура, найбільш охопленими ідеями Відродження були література і живопис, частково гравюра, найменше архітектура.
Відомі представники живопису Нідерландів вдало запроваджували нові технології — саме нідерландці, брати ван Ейки вважаються головними засновниками живопису олійними фарбами в Західній Європі. Нідерландські художники вдало конкурували і з художниками самої Італії, роками працюючи в її мистецьких центрах. А італійські магнати залюбки замовляли релігійні образа нідерландським майстрам (вівтар Портінарі та інші). Відродження в Італії мало аристократичне спрямування, а відомі ренесансні центри формувалися при дворах вельможних володарів (в Урбіно при дворі Монтефельтро, в Мантуї при дворі Гонзага, в Мілані при дворі Сфорца, у Флоренції під патронажем родини Медичі, в Римі при дворі римських пап).
Відродження в Нідерландах мало досить демократичний, народний характер. А митці не затуляли очей перед протиріччями доби, її жорстокістю до людей, її ганебними чи потворними рисами. Готичні наслідки в мистецтві були доповнені і розвинені в бік більшого узагальнення, ускладнення характеристик, увагою до пейзажу і інтер'єру — як оточенню людини. Мистецтво Нідерландів стане могутньою базою для розквіту фламандського бароко і голландського реалізму в XVII столітті.
В галузі портретного живопису майстри Нідерландів були і залишились головними конкурентами художників Італії, нічим їм не поступаючись десятиліттями. Серед митців відродження Нідерландів — * Ян ван Ейк (1390—1441)
- Робер Кампен (1378—1444)
- Рогір ван дер Вейден (1400—1464)
- Гуго ван дер Гус (1425—1482)
- Ганс Мемлінг (1435—1494)
- Гертген тот Сінт Янс (бл. 1465 — до 1495)
- Йоос ван Вассенхов (бл. 1410 — бл. 1480)
- Квентін Массейс (1466—1530)
- Бернард ван Орлей (1492—1542)
- Йоахім Патінір (бл. 1480—1524)
- Геррі мет де Блес (1500/1510 — бл. 1555)
- Лука Лейденський (1494—1533)
- Мартен ван Гемскерк (1498—1574))
- Пітер Брейгель Старший (бл. 1525 — 1569)

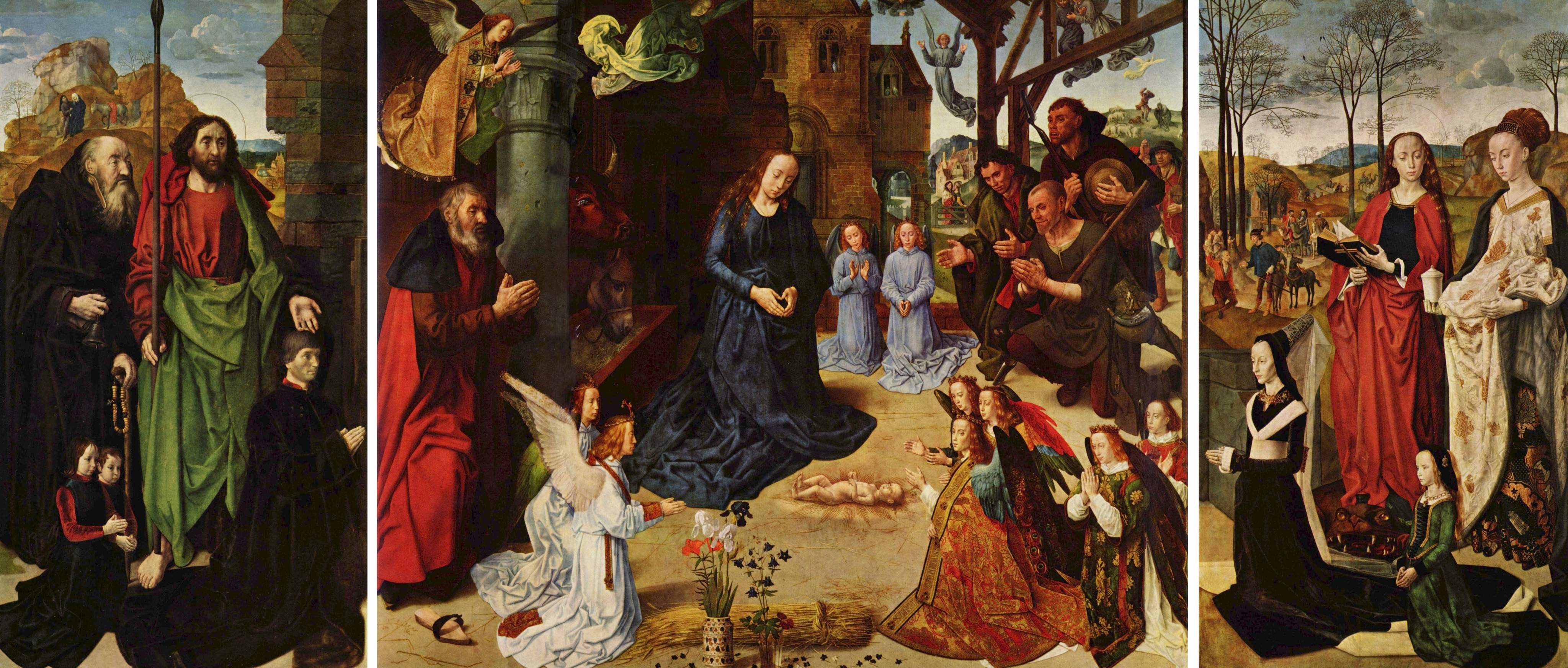
Гуго ван дер Гус. Вівтар Портінарі. Уффіці, Флоренція

- Ян ван Скорел (1495—1562)
- Мабюз (Ян Госсарт, 1478—1532)
- Адріан Ізенбрант (бл.1490 — 1551)
- Ян Провост (бл.1465 — 1529)

## Відродження в німецьких князівствах

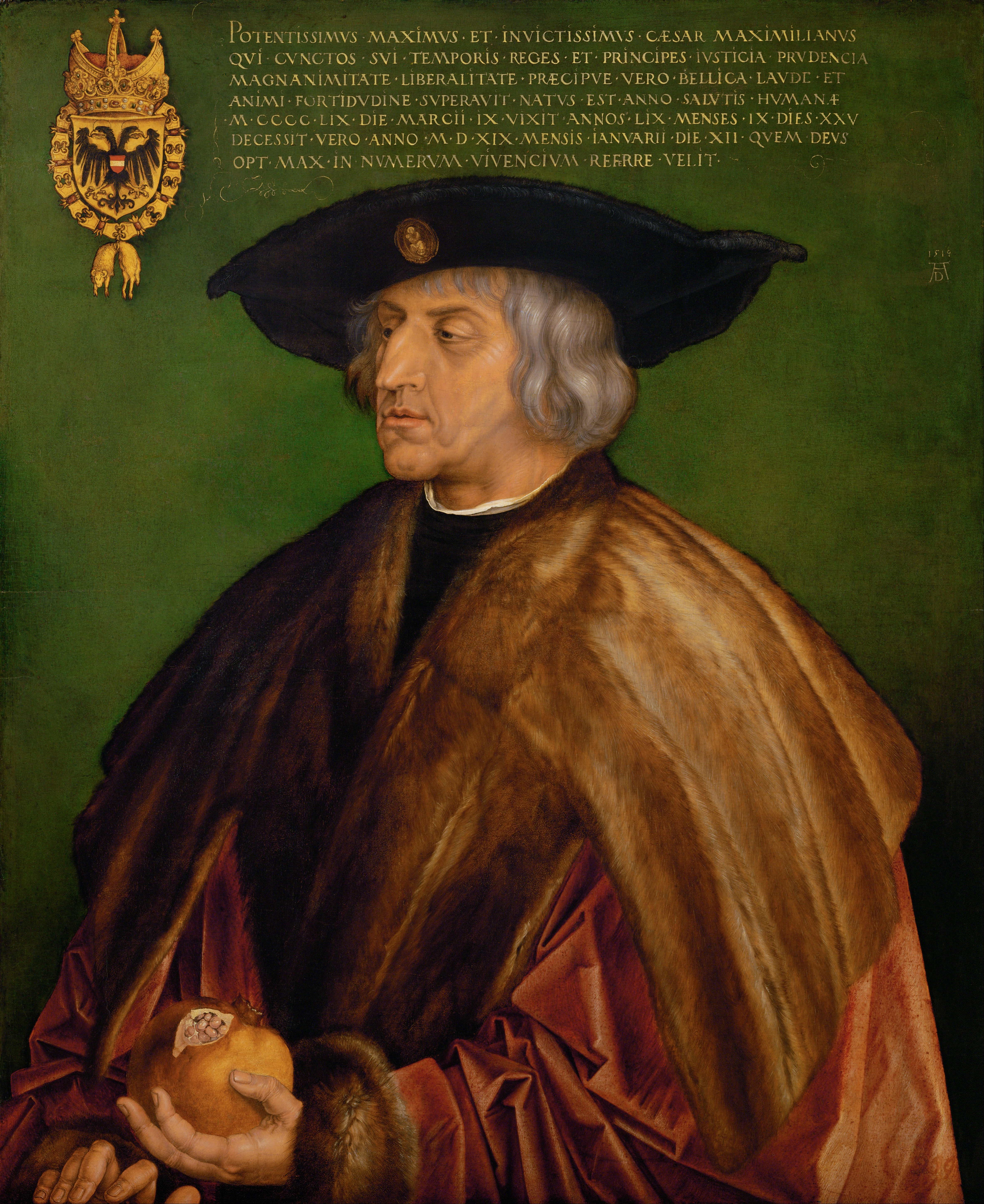
Альбрехт Дюрер, імператор Максиміліан, 1519 р.Музей історії мистецтв, Відень.

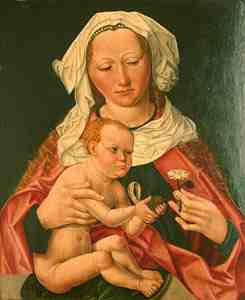
Вільм Дедек, Мадонна з немовлям, бл. 1500. Любек

Розвиток мистецтва Відродження в Німеччині проходив під впливом ідей Реформації. За часом це був досить короткий період від середини XV століття до кінця 1520-х рр. Селянська війна, жорстоке придушення селянських заворушень, релігійний розкол і відокремлення декількох земель від католицизму обірвали розвиток німецького відродження. Кордон 1530 року пережили лише поодинокі майстри, серед яких Альбрехт Альтдорфер, Ганс Гольбейн Молодший в Англії та Лукас Кранах Старший, що перебував останні роки життя у добровільному засланні разом зі своїм вельможним покровителем.
Воно формувалося в жорстокій релігійній боротьбі, яка сповнила його драматизмом, особистими трагедіями та стресами. Яскравого втілення в німецькому мистецтві набули теми смерті, Страшного суду, кінця світу. Майже всі німецькі художники пройшли через школу гравюри, що наклало на їхній живопис відбиток жорсткості, безрадісності й гротеску.
Світські і реалістичні елементи спочатку накопичувались у релігійних образах, бо німецьке мистецтво XV століття майже цілком було релігійним. Тобто, реалістичні тенденції в німецькому мистецтві в порівнянні з мистецтвом Італії і Нідерландів розвинулись з запізненням. На це вплинуло декілька несприятливих факторів — провінційність німецьких мистецьких центрів, їх віддаленість від тогочасних розвинених країн, довгий полон середньовічного за формами мистецтва готики. Роздрібнені німецькі князівства входили до складу велетенської імперії Габсбургів і оновлення економіки і культури йшло в умовах справжньої ідеологічної кризи, посиленої релігійним розколом, великою селянською війною і поразкою народного повстання. Більшість німецьких художників стануть активними учасниками політичної і релігійної боротьби і відчують на собі усю гіркоту поразки виплеканих ідей, що не сприяла натхненню. Тому кінець XVI століття не дасть жодної значущої фігури в мистецтві німецьких князівств.

Найяскравішим представником мистецтва німецького Відродження був Альбрехт Дюрер (1471—1528) — видатний живописець, гравер, вчений. У його живописних творах та майстерних гравюрах знайшли справжній відбиток велич епохи Відродження та титанічна напруженість інтелектуальних пошуків. У цей період створено відомі автопортрети Альбрехта Дюрера — «Автопортрет з пейзажем» (1498), «Автопортрет в образі Христа» (1500), Майстерські гравюри та ін.

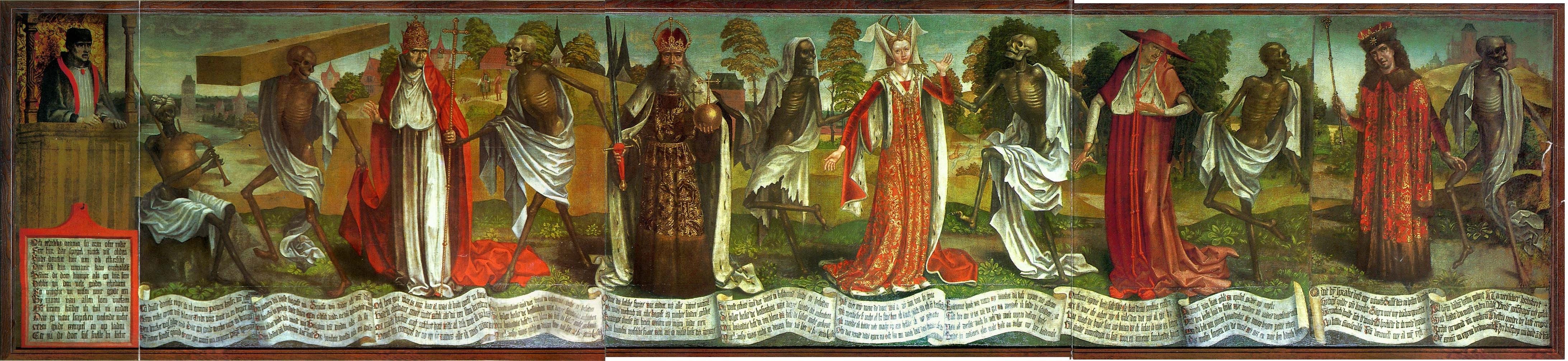
Бернт Нотке, Талліннський варіант, «Танок Смерті»

Однак справжній успіх митцеві принесли гравюри. У гравюрах Дюрера міфологічні сюжети переплітаються з мотивами середньовічних фантазій і сатири. Найвідоміша серія гравюр створена ним на теми Апокаліпсису (1498). В останні роки життя Альбрехт Дюрер створив декілька чудових портретів. Серед них — «Портрет імператора Максиміліана» (1519 р.). Він також продовжував писати картини на релігійну тематику. Одним з останніх полотен митця став диптих «Чотири апостоли» (1526), на якому зображено Іоанна, Петра, Павла та євангеліста Марка як велетнів духу, як вчителів людства.

Дюрер, портрет священика, 1516 р
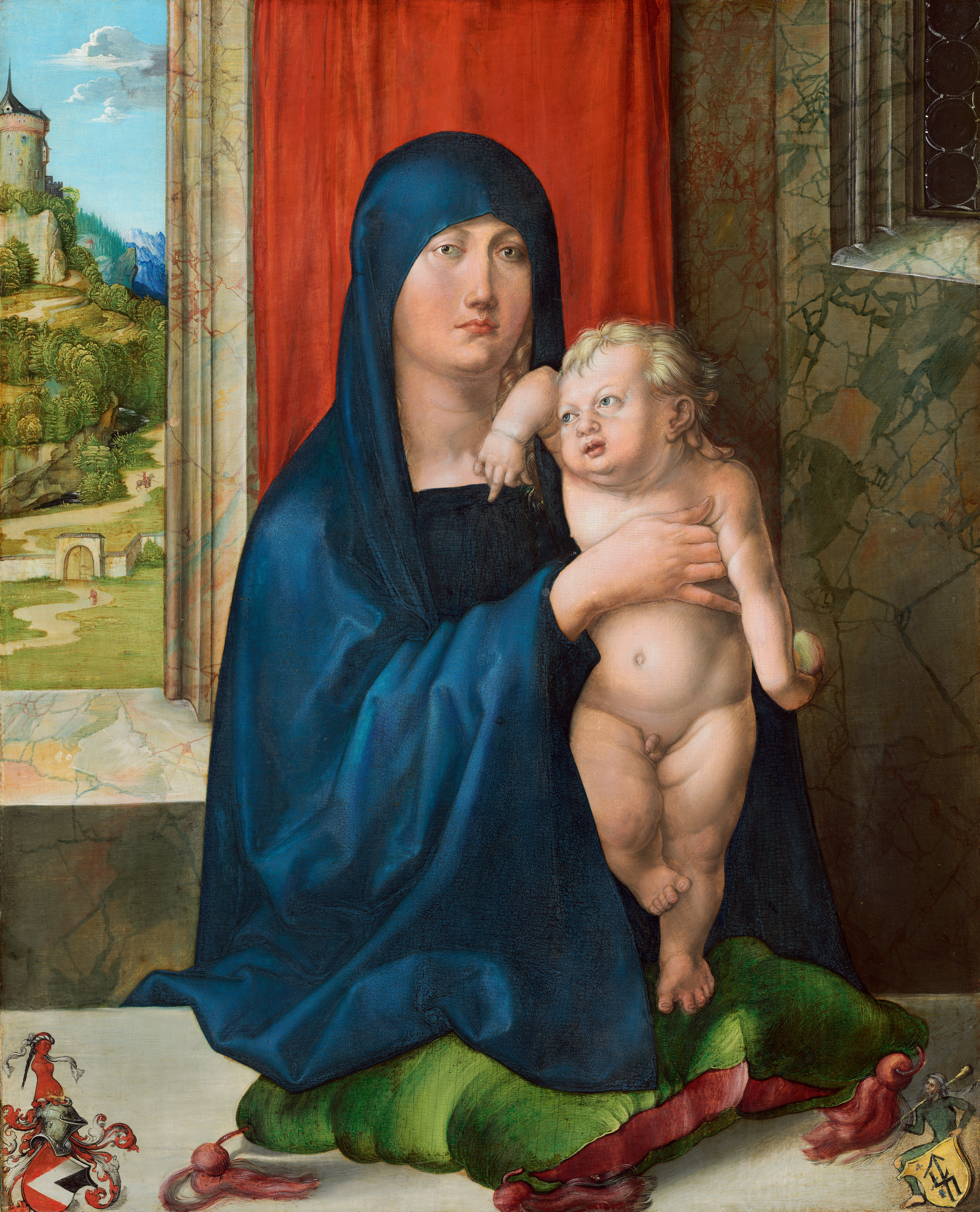
Дюрер, Мадонна з немовлям
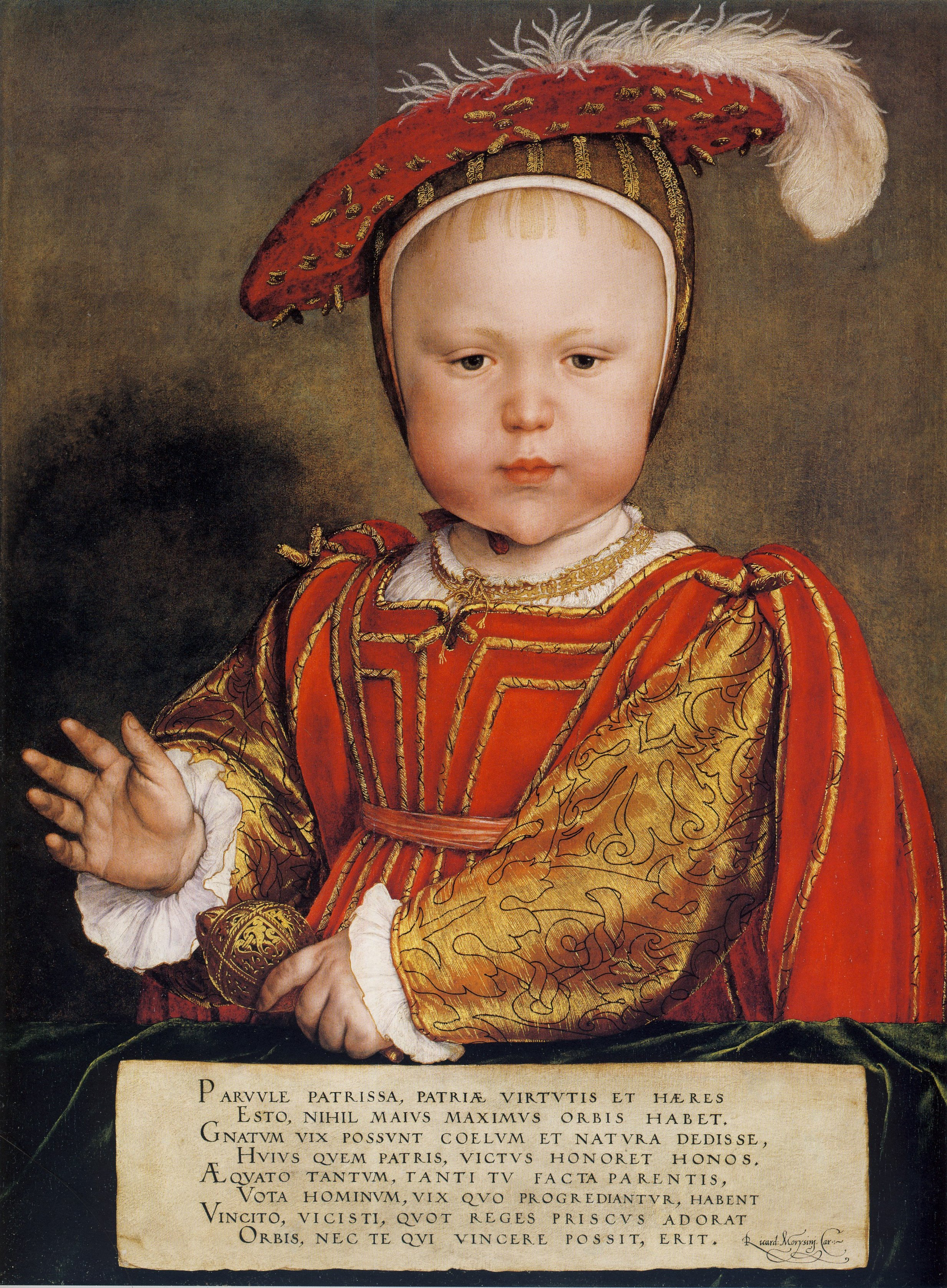
Ганс Гольбейн Молодший, принц Едвард VI

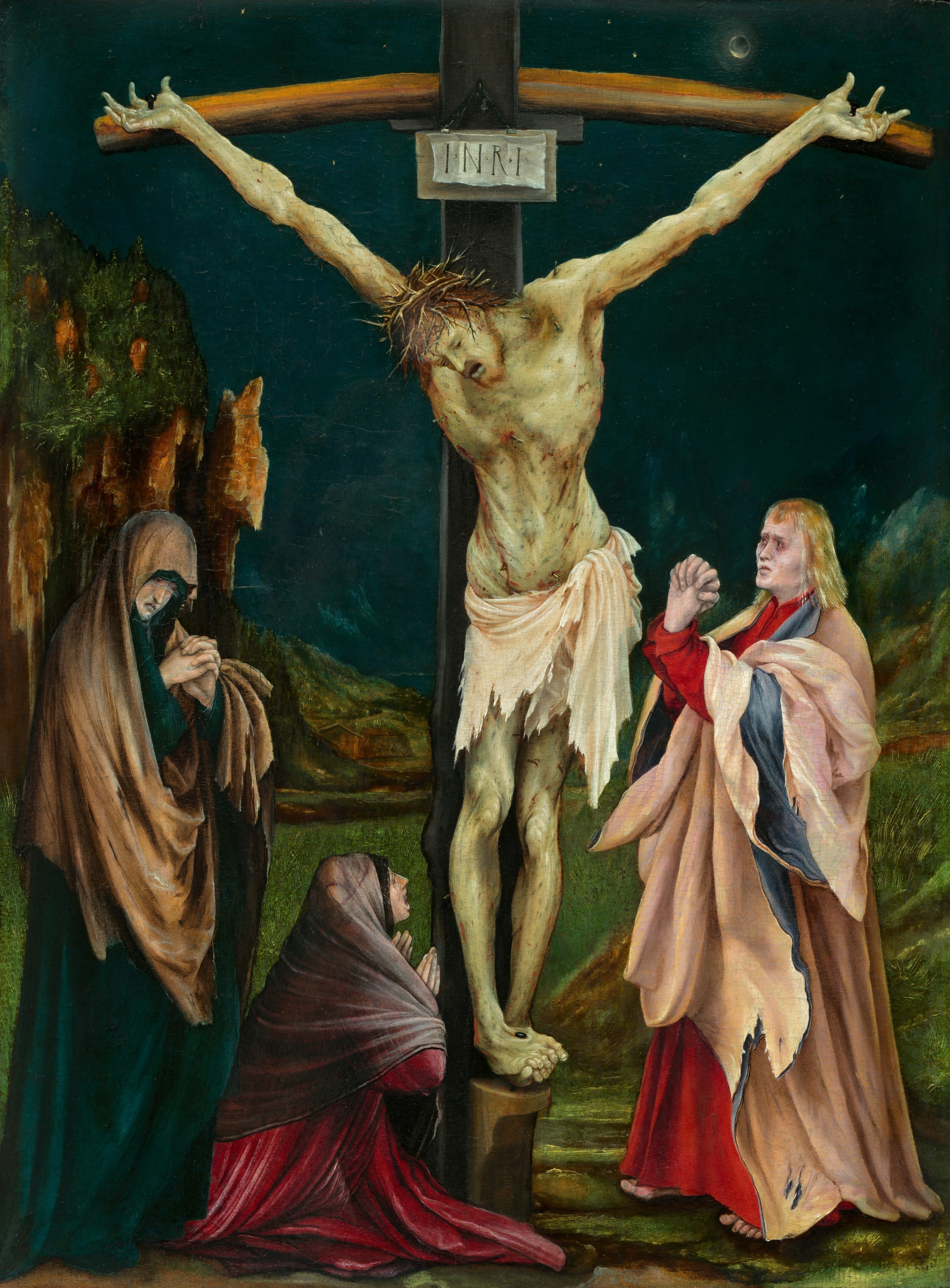
Маттіас Грюневальд, «Мале розп'яття» герцога Баварії Вільгельма, місто Вашингтон.

Детальне вивчення доби німецького відродження подарувало дослідникам сюрприз — творчість майстра, що обдарованістю не поступався жодному з відомих німецьких художників. Ще в XIX столітті було віднайдено декілька релігійних композицій надзвичайної мистецької вартості в провінційних німецьких церквах. Талановиті твори ніяк не належали Дюреру, майстру досить шанованому та вивченому. Поряд із новознайденими творами навіть картини обдарованого Дюрера сприймалися менш сміливими і в композиції, і в колориті, і в запалі несамовитих почуттів. У життєписах Йоахима Зандрарта, який не був сучасником художника, знайшли неточні свідоцтва про майстра Грюневальда. Правця дослідників впродовж декількох десятиліть мало що прояснила, але вдалося віднайти декілька нових творів художника велетенської обдарованості, інженера і фортифікатора. Він був єдиним значущим майстром серед німців, що не займався гравюрою. Але поодинокі малюнки Грюневальда вимірюють на вагу золота. Досить повне відтворення його біографії ще попереду.
Найменше пов'язаною з німецькою середньовічною традицією була творчість Ганса Гольбейна Молодшого. Найкращими в надбанні художника стали як портрети, так і малюнки, і гравюри з серії «Танок Смерті». У портретах — Ганс Гольбейн підкреслено реалістичний, іде за натурою без схильності ідеалізувати особу, який би високий щабель в суспільній ієрархії вона не посідала. Ганс Гольбейн безжально відтворював в малюнках і портретах олійними фарбами і зморшки, і депресивність осіб, і сліди руйнівних пристрастей чи хвороб портретованих. Він практично єдиний із німецьких майстрів, що підійшов до межі створення гармонійних характерів, таких привабливих в творах майстрів італійського Високого відродження (Джованні Белліні, Рафаель Санті, Джорджоне, Тиціан). Але драматична дійсність доби не сприяла ні масовому формуванню гармонійних особистостей, ні відображенню їх в творах Ганса Гольбейна, незважаючи на усю привабливість молодості чи інтелекту портретованого в картинах і малюнках майстра.

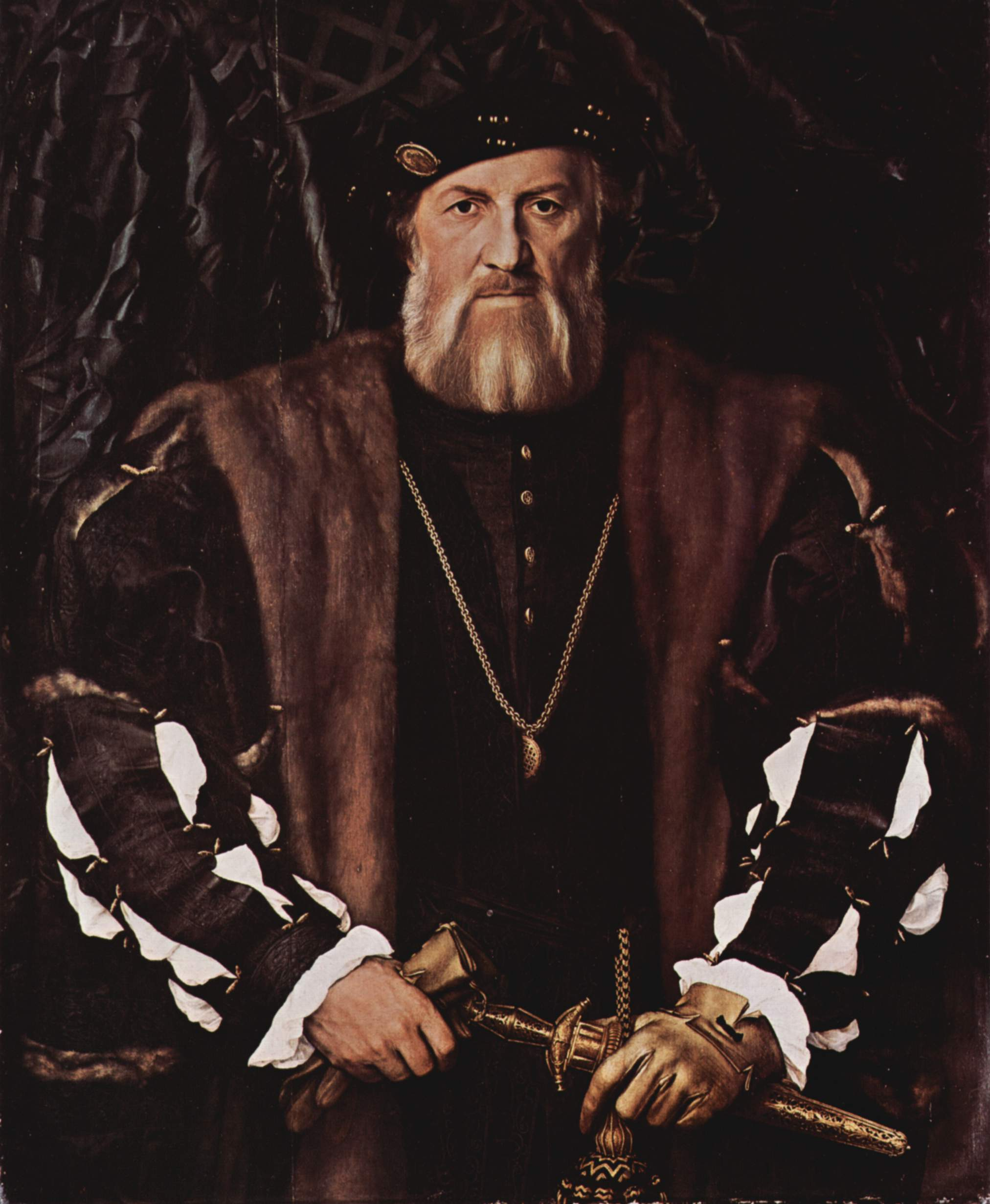
Ганс Гольбейн молодший, Шарль де Сольє, сір де Моретт
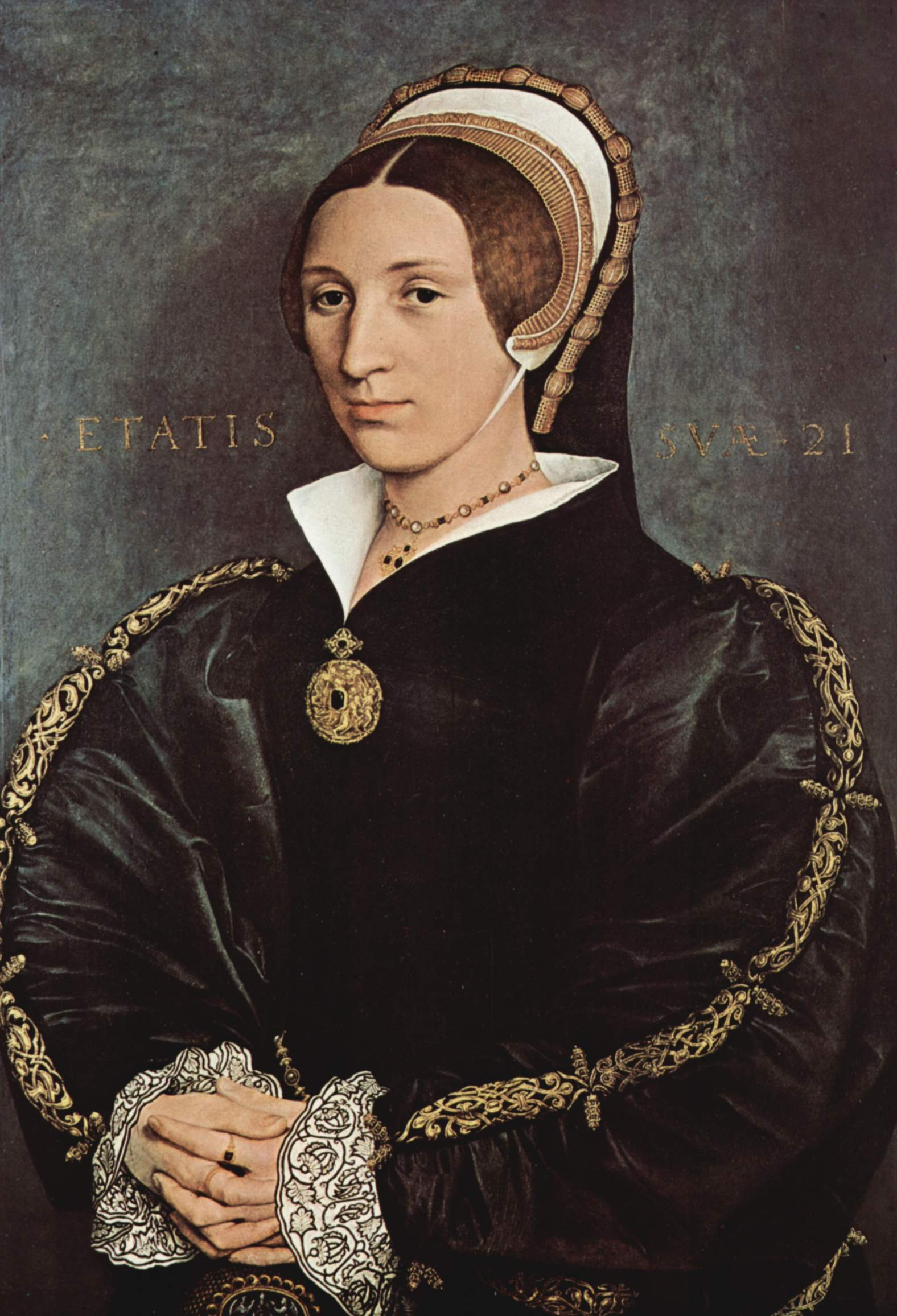
Ганс Гольбейн молодший, Елізабет Сеймур, 1541 р.
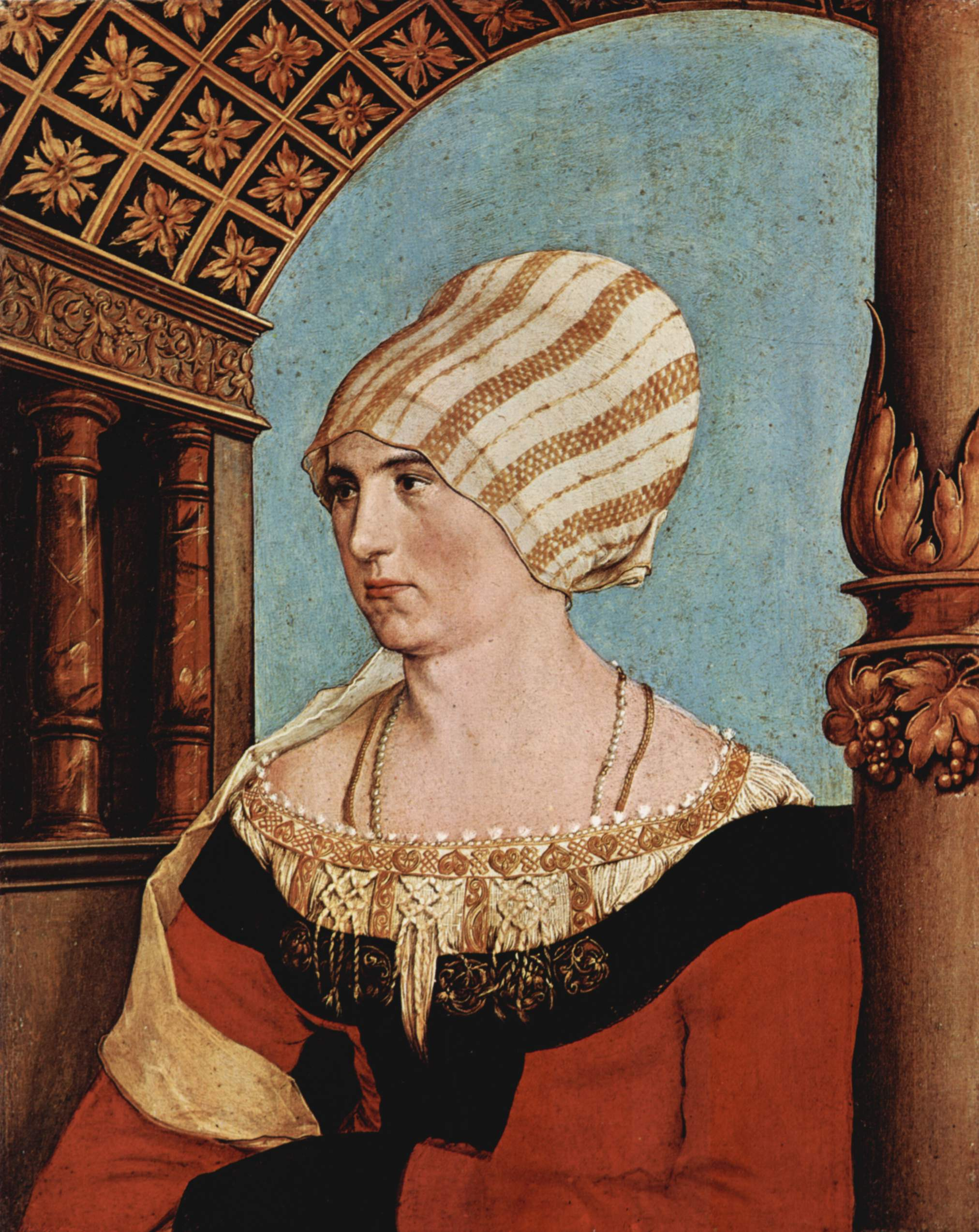
Ганс Гольбейн молодший, Доротея Канненгайзер, 1516 р.
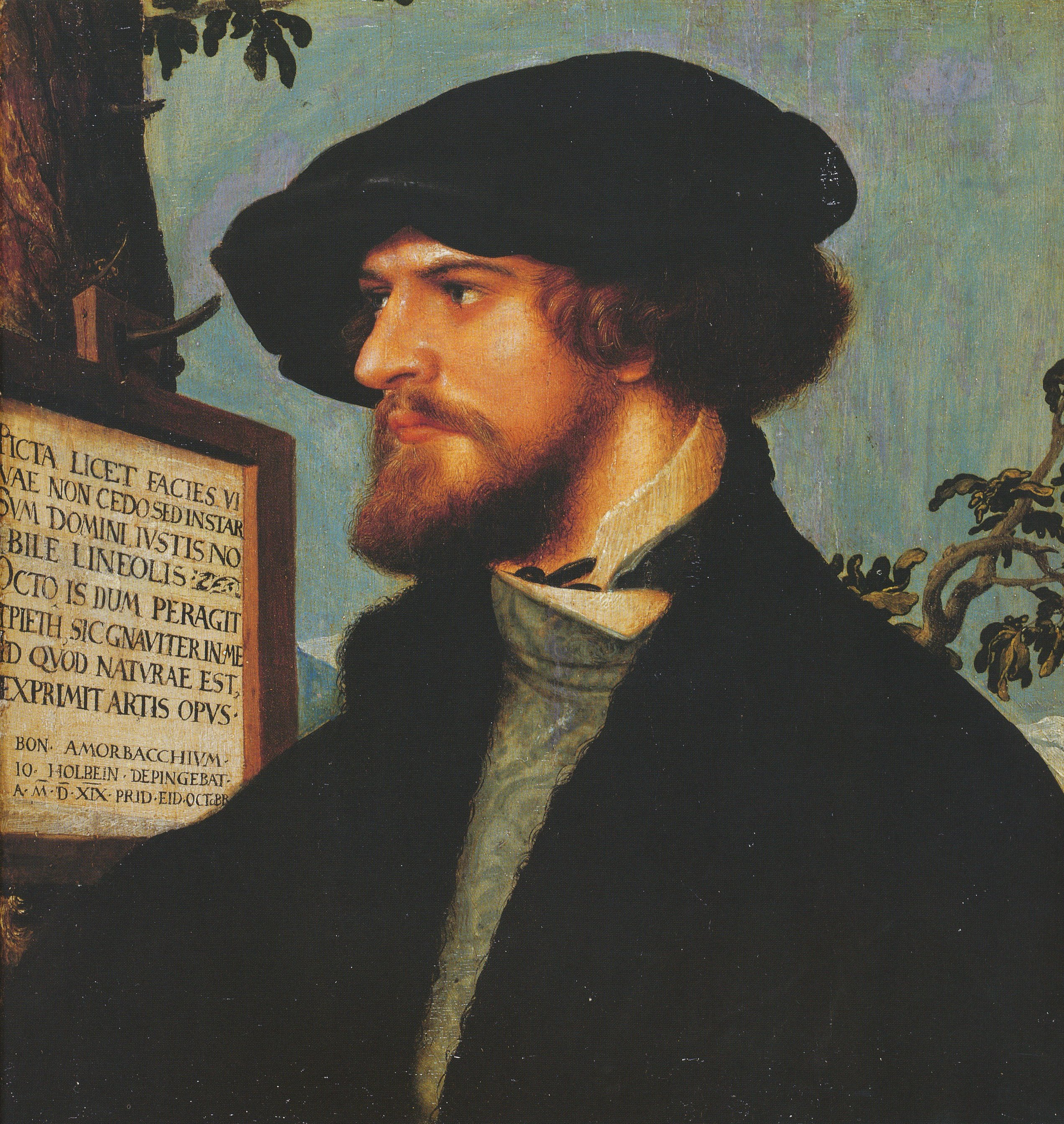
Ганс Гольбейн молодший, Боніфаций Амербах, 1519 р.

## Головні майстри німецького Ренесансу

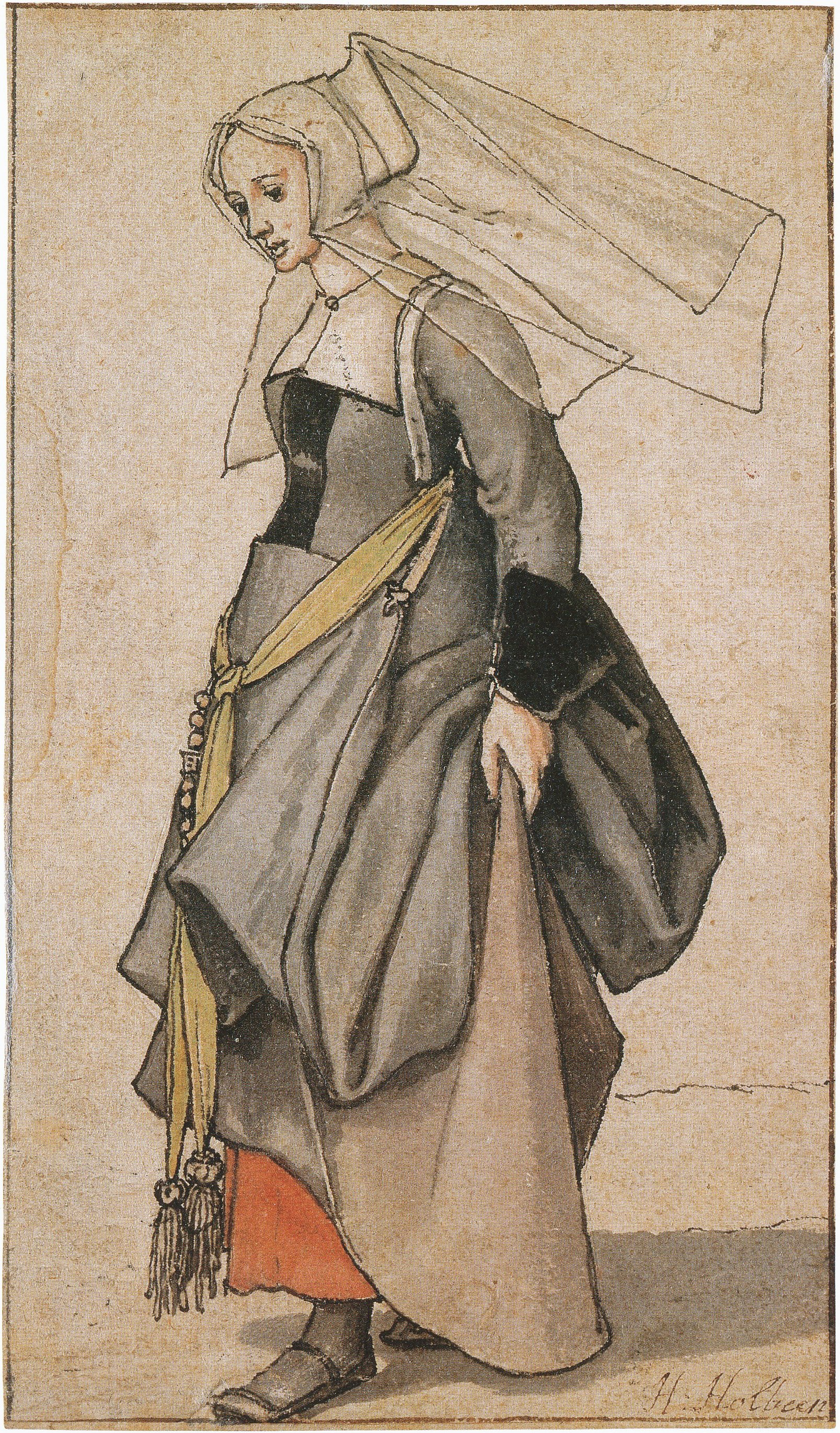
Ганс Гольбейн молодший, молода англійка XVI ст., малюнок (1535 р. ?), Ашмолеан музей

- Маттіас Грюневальд (бл. 1470—1528)
- Альбрехт Дюрер (1471—1528)
- Лукас Кранах Старший (1472—1553)
- Ганс фон Кульмбах (бл.1480 — 1522)
- Ганс Бальдунг (бл. 1484—1545)
- Ганс Гольбейн Молодший (1497—1543)
- Урс Граф (бл. 1490 — бл. 1529)
- Альбрехт Альтдорфер (бл.1480 — 1538)
- Віт Ствош (1447—1533)
- Бернт Нотке (бл. 1435—1509)
- Ганс Бургмайєр Старший (1473—1531)
- Вільм Дедек
- Даніель Гопфер (бл. 1470—1536), гравер

## Німецька гравюра доби Відродження

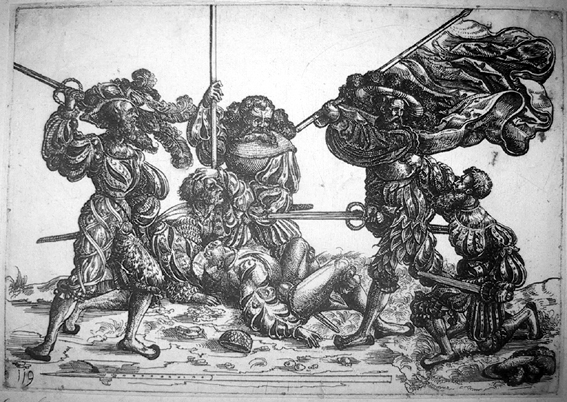
Гравер Д. Гопфер, «Двобій прапороносця з ландскнехтами»

Ще напередодні доби відродження німецькі ремісники стояли у авангарді книгодрукування та запровадження мистецтва гравюри. Цьому сприяло широке використання паперових млинів та наявність нового, дешевого матеріалу для гравюр та книг — паперу. На значну популярність німецької гравюри вплинуло декілька факторів :
- звернення до неї провідних майстрів
- великі наклади (створення якої завгодно кількості відбитків)
- демократичний характер гравюри на відміну від унікального, аристократичного характеру живопису
- відгук гравюри на актуальні тогочасні події,
- широка тематика — від релігійних композицій до зображень селян, міфологічних та біблійних сцен, закоханих пар, вояків, повій
- популяризація тогочасних володарів думок (портрети Лютера, Меланхтона тощо)
- доступність та дешевизна відбитків.

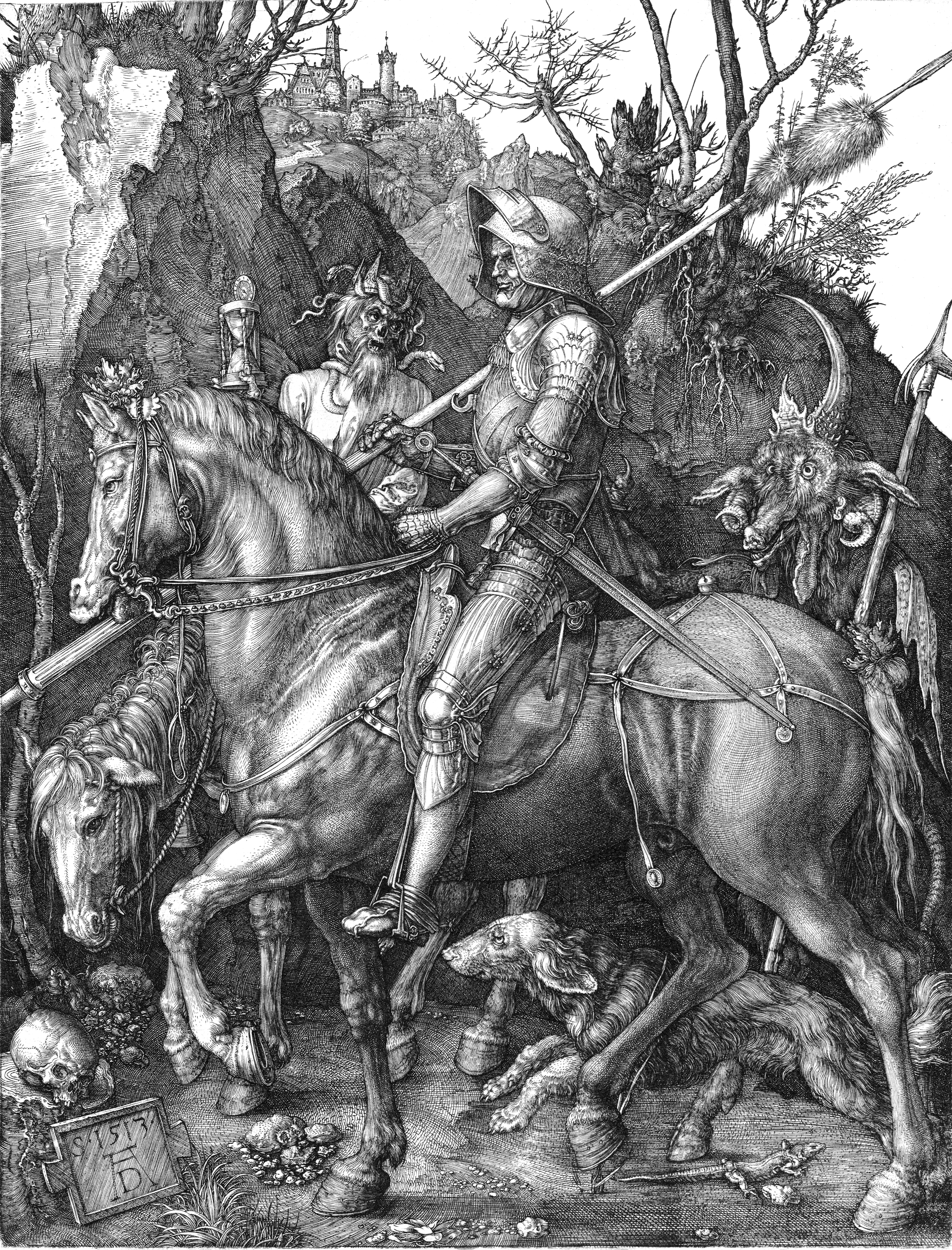
Дюрер, «Лицар, Диявол і Смерть», 1513
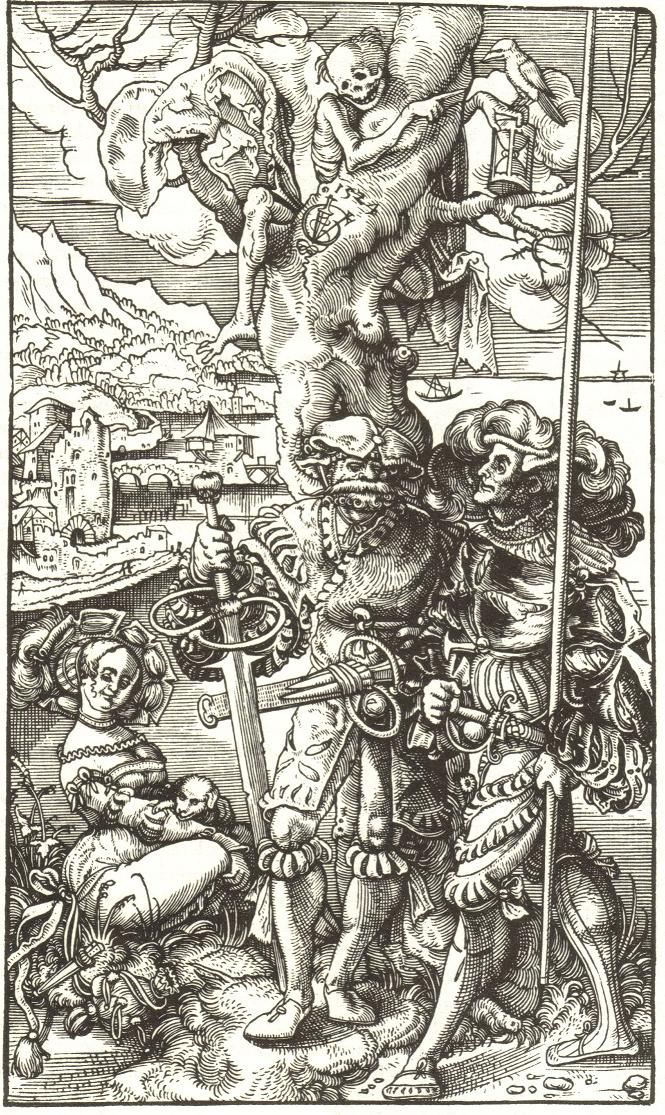
Урс Граф, «Смерть, швейцарські вояки та військова повія», 1524
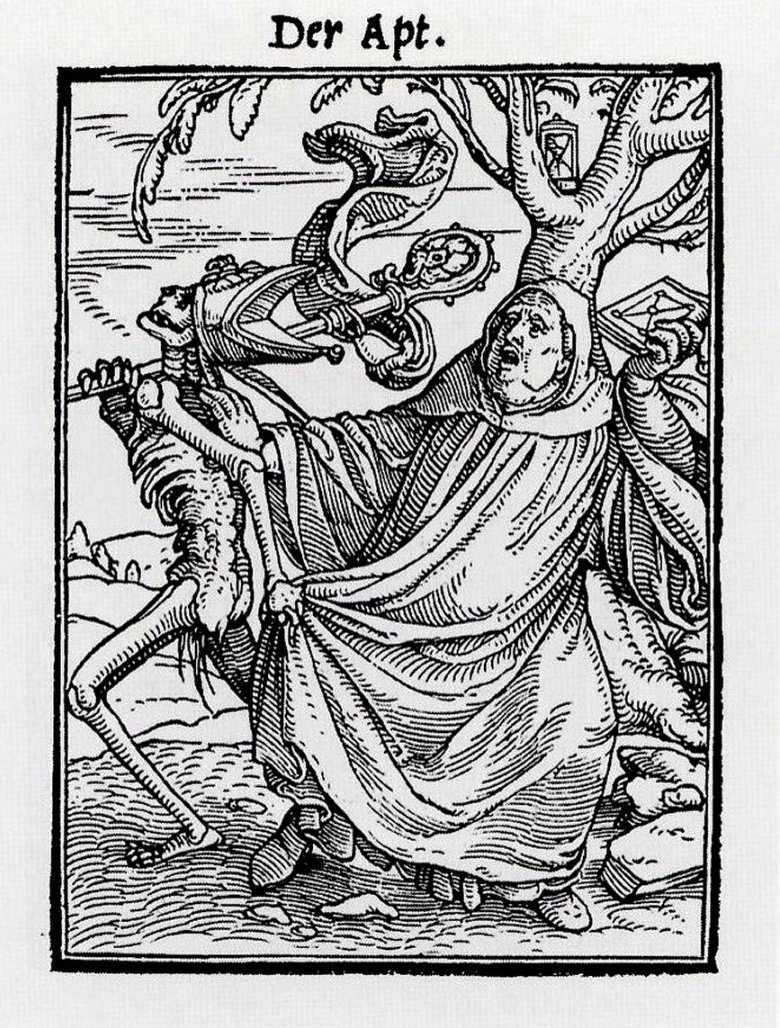
Ганс Гольбейн Молодший, «Смерть хапає єпископа»
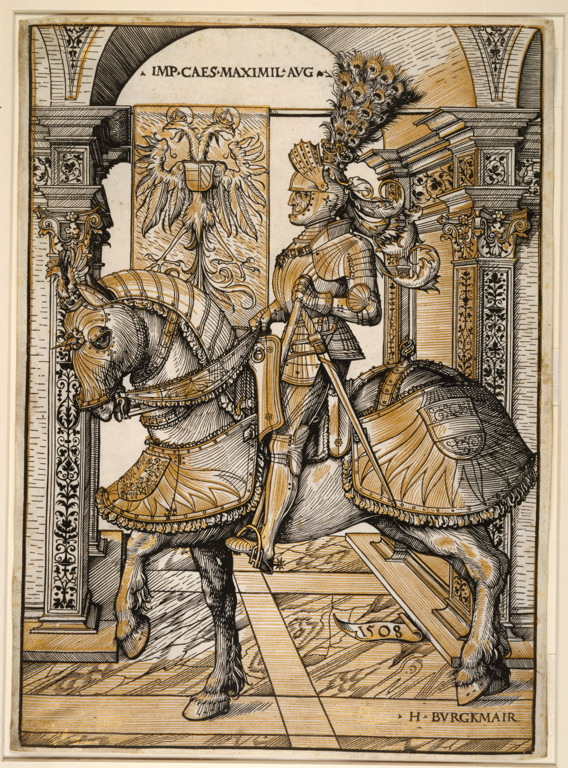
Ганс Бургмайєр Старший, імператор Максиміліан І верхи.

Панівні позиції в мистецтві відродження німецьких земель посіли живопис та гравюра, до того ж гравюра в творчості деяких німецьких майстрів головувала. Німецька архітектура XV—XVI ст. значно поступалася зразкам Італії і мала провінційний, вторинний характер. Вона наче накопичувала сили для майбутньої доби бароко, коли розкрилася значними досягненнями в різних місцевих школах. А барокова архітектура Австрії навіть суперничала з найкращими досягненнями бароко Італії.

## Відродження в Англії

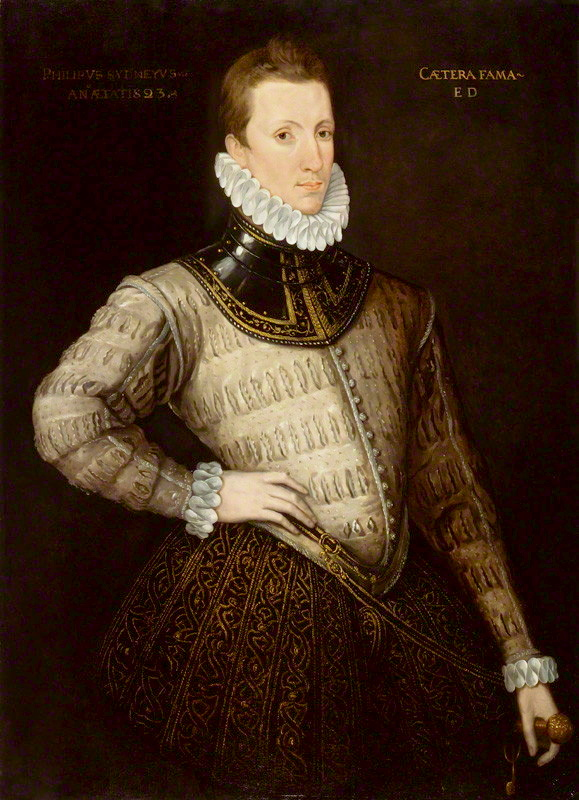
Поет Філіп Сідні, 1576 р.

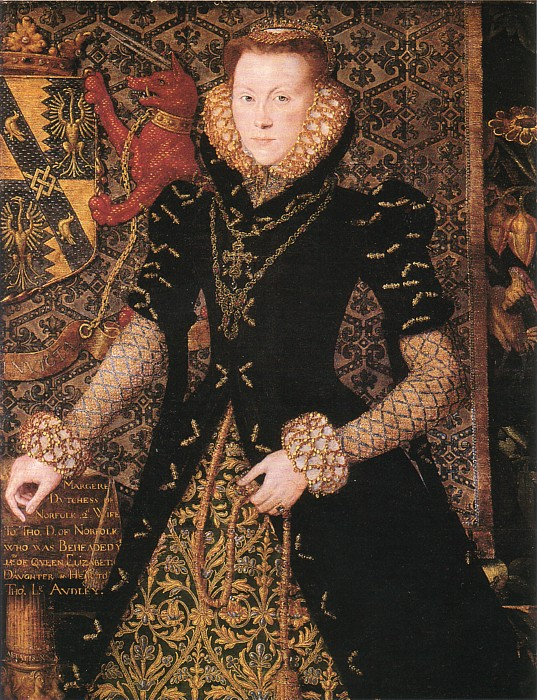
Ганс Еворт. «Маргарет Одлі, герцогиня Норфолк», 1562 р.

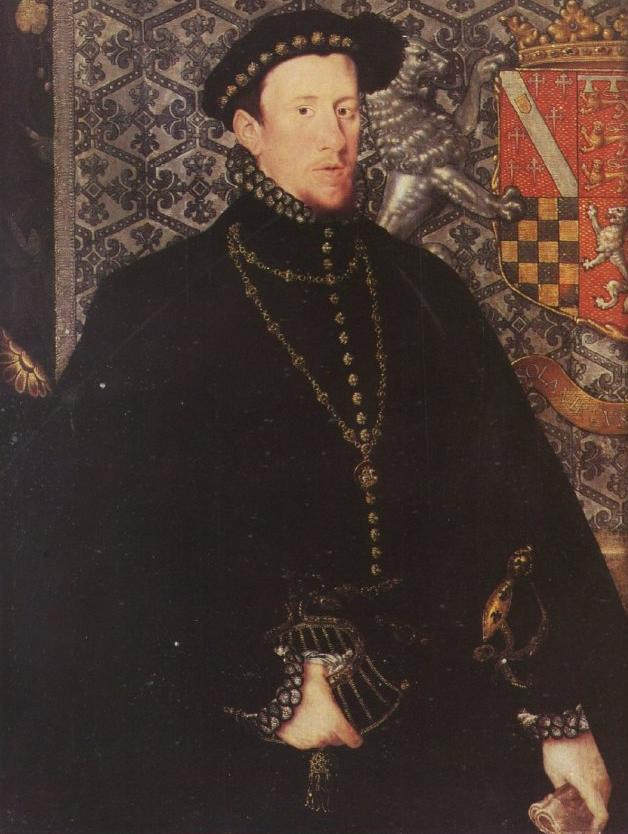
Ганс Еворт. «Томас Говард», 1563 р.

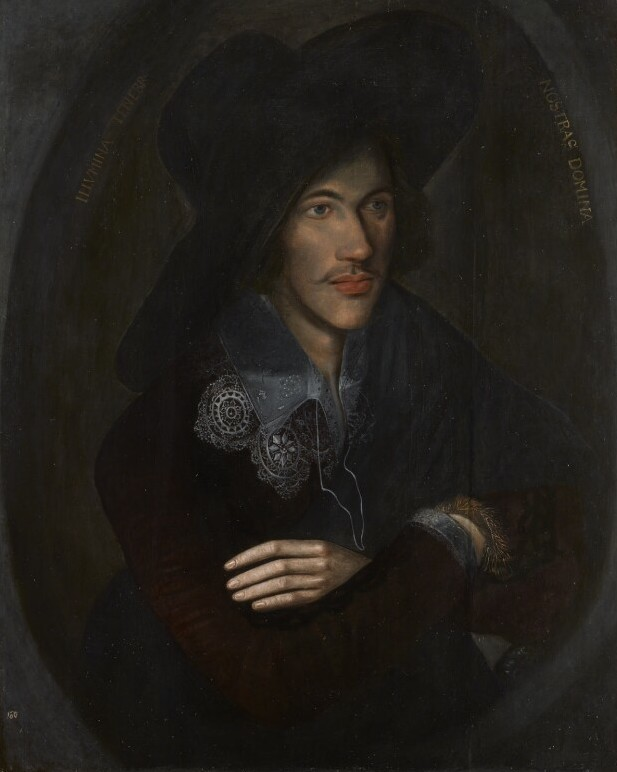
Невідомий художник. «Джон Донн в молоді роки»
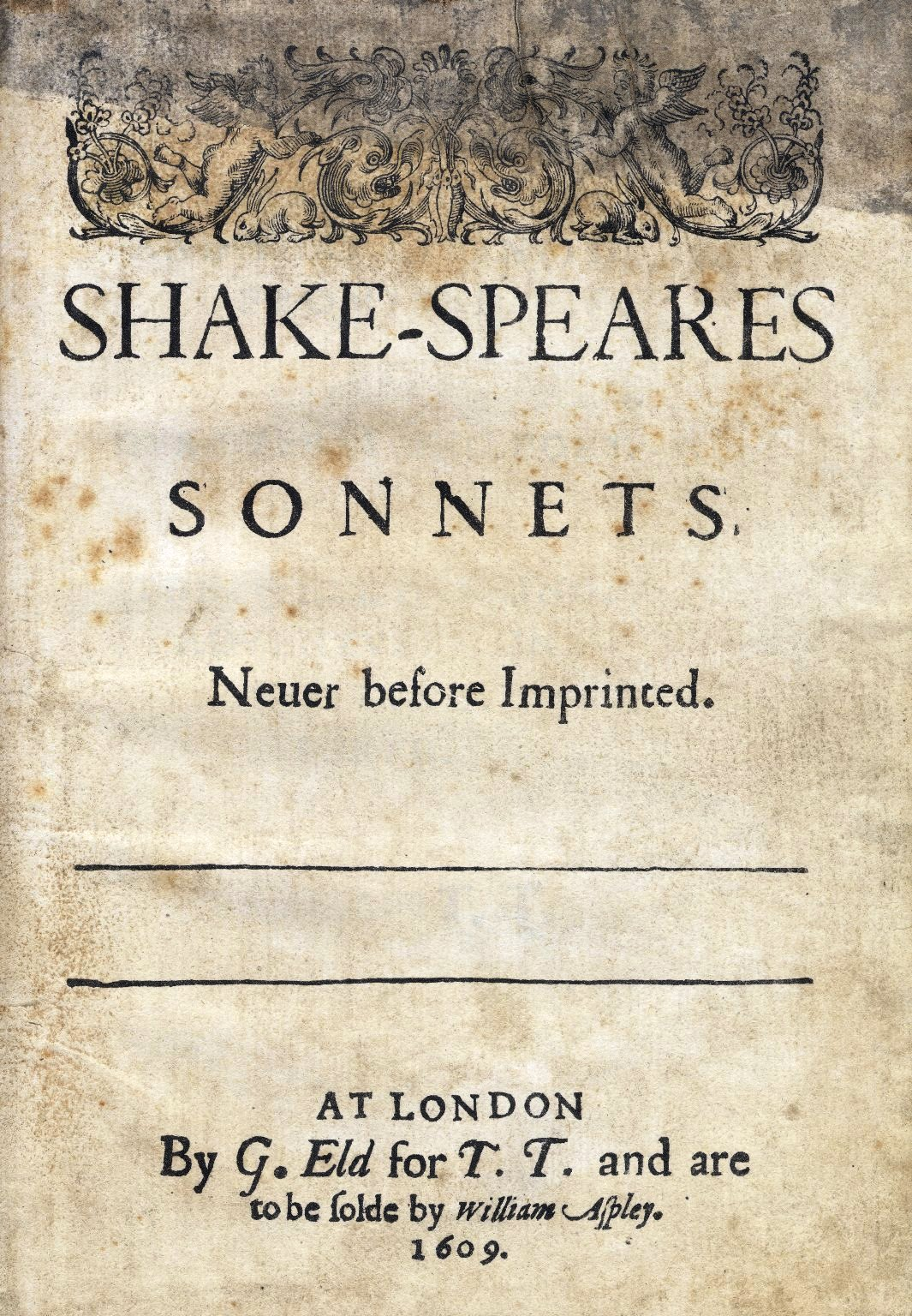
«Сонети» Шекспіра. Перше піратське видання 1609 р.
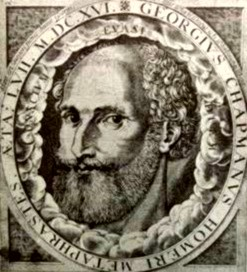
Джордж Чапмен. Поет і перекладач Гомера на англійську.
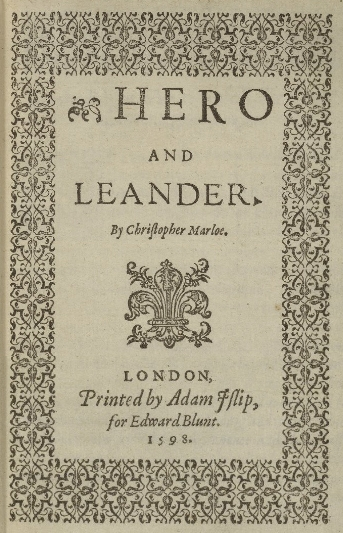
Твір Крістофера Марлоу «Геро і Леандр, 1598 р.

Відродження в Англії мало обмежений характер, що найбільше відбився не в образотворчому мистецтві, а в літературі. Культура Англії підтяглася до ідей відродження з запізненням, а засвоєння ідей відродження і гуманізму збіглося з добою маньєризму і раннього бароко, що теж мали обмежений характер в країні. Тут часто використовували форми, вироблені в інших мистецьких центрах — Італії, Нідерландах, частково — Франції.
В поезії і в створенні п'єс для тогочасного театру англійські митці посіли провідні позиції в Європі, а імена англійських поетів і драматургів уславили країну — Філіп Сідні (1554—1586), Крістофер Марлоу (1564—1593), Бен (Бенджамін) Джонсон (1573—1637)та інші. Саме в Англії були створені умови для виховання і розвитку таланту такого велетня європейської культури, що творив під псевдонімом Шекспір (Роджер Меннерс, граф Ретленд, володар замку Бівер).
Англійське відродження мало аристократичний характер, а королівський двір посів місце головного ренесансного центру країни. Саме при дворі короля Генріха VIII працюють гуманіст Томас Мор і відомий художник Ганс Гольбейн молодший, портретист Ніколас Хіллард (1547—1619), а при дворі королеви Єлизавети І — поет Філіп Сідні і Роджер Меннерс, граф Ретленд (Шекспір), ранні п'єси якого йшли при дворі. Інтелектуальна еліта Англії мала всі умови для освіти, самоудосконалення, подорожей, деякий час жила на континенті (Філіп Сідні — у Франції і в Нідерландах, Роджер Меннерс — у Франції і Данії). Вони отримали дійсну можливість стати мудрими на прикладах тих, хто пройшов шляхом помилок і небезпек — до них, засвоїти їх досвід, розвинути найкраще в досвіді попередників, з якої б країни вони не були.
Набуває розвитку практика запрошення на працю в Лондон іноземних художників. Королівський двір і аристократичне коло британців обслуговували Ганс Гольбейн Молодший (німець за походженням), Ганс Еворт (фламандець із Антверпена), низка майстрів, імен яких не поквапились зберегти тощо.

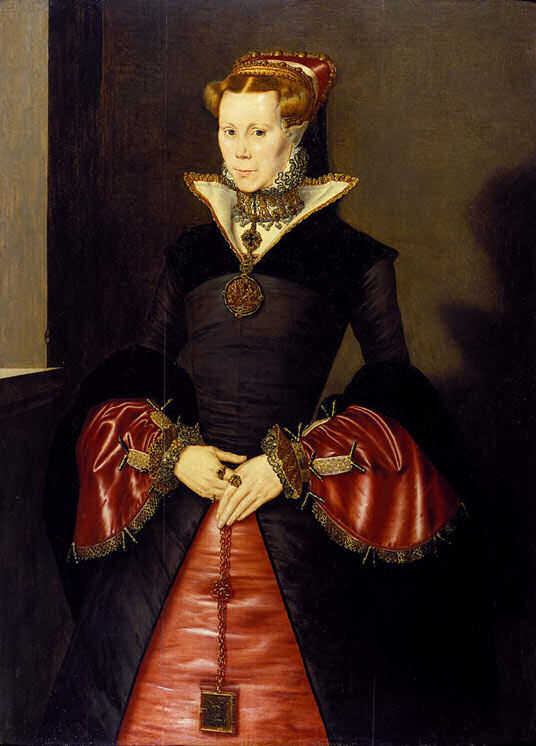
Ганс Еворт. Невідома леді, до 1555 року.
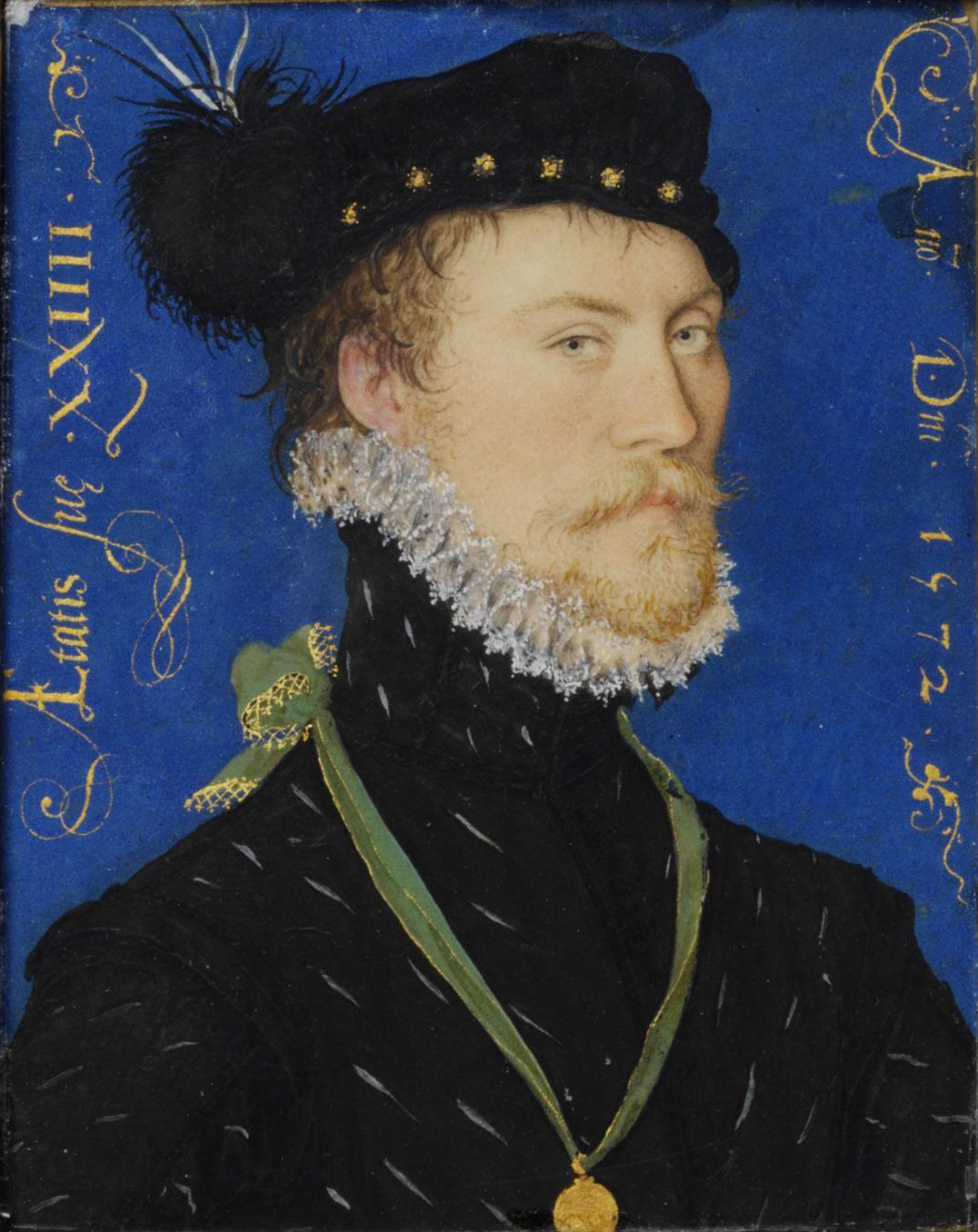
Николас Хіллард. Портрет невідомого, 1572 р.
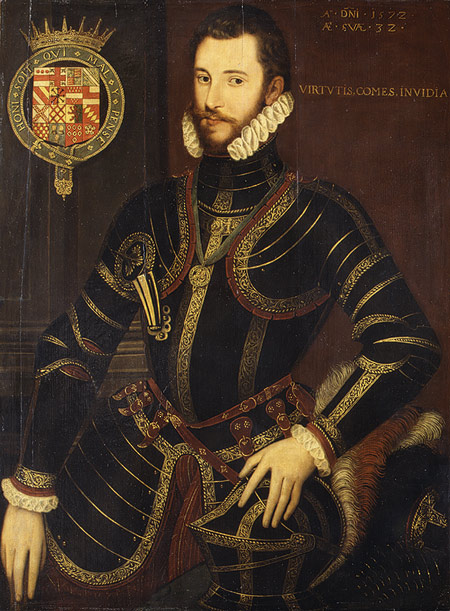
Британський худ. 16 ст. «Портрет Волтера Девере, 1-го графа Ессекс», 1572 р. Музей мистецтва Метрополітен
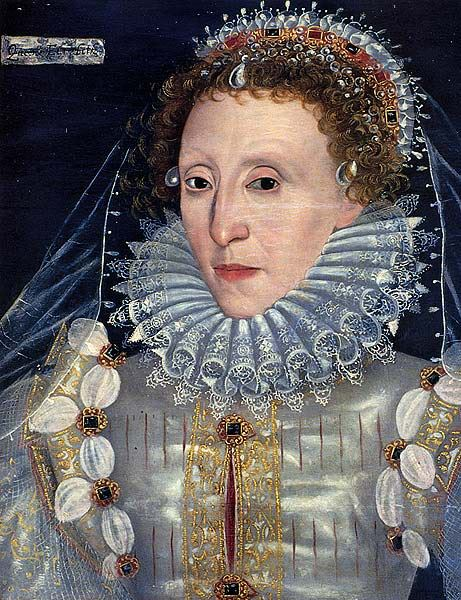
Невідомий художник. «Королева Єлизавета І», 1580 р.
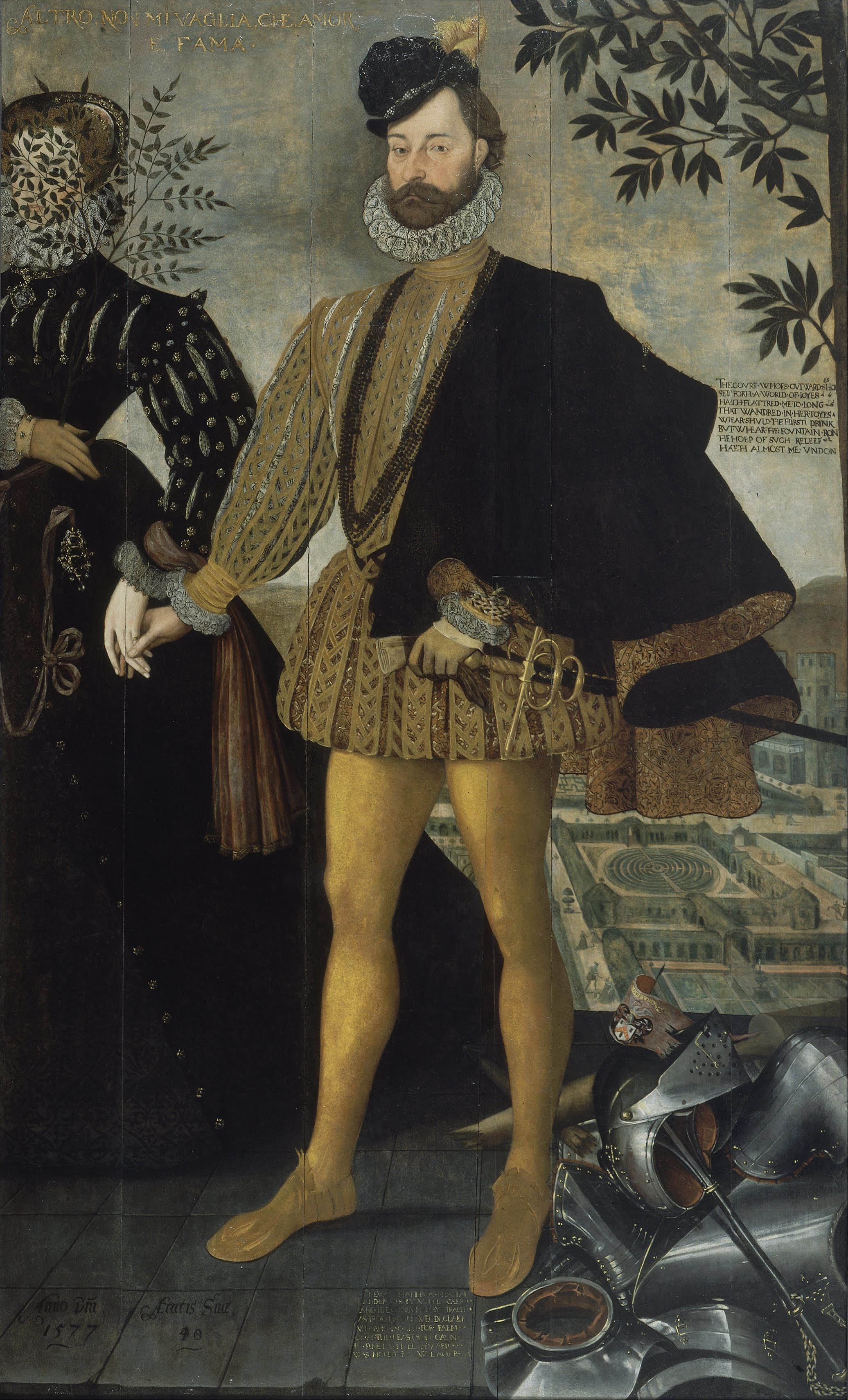
Британський анонім. «Жорж Делве з пані, що відвернулася від глядачів на тлі саду», 1577 р., Галерея мистецтв Вокера, Ліверпуль.
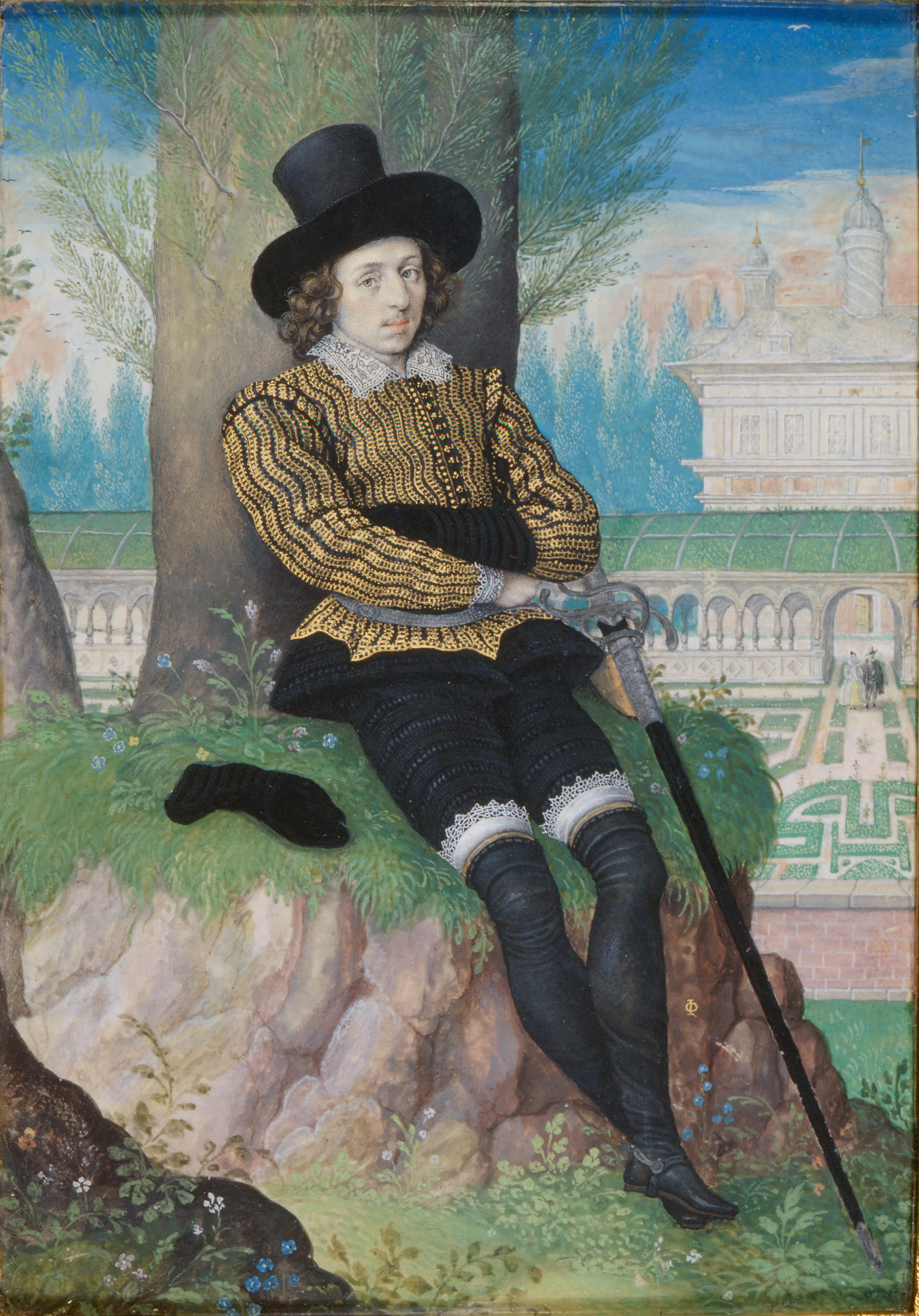
Ісаак Олівер. «Невідомий на тлі ренессансного саду», до 1595 р.